# 俄羅斯入侵烏克蘭
2022年2月24日，在經歷了时长约一年的軍事危機後，俄羅斯對烏克蘭發動全面入侵，标志着始于2014年起俄乌战争的重大升级。此次入侵为自第二次世界大战以来发生在欧洲大陆的最大规模的战争之一。
2021年10月，俄罗斯联邦武装力量在烏克蘭邊境大規模集結军队，引發俄烏危機，並向北約就安全問題提出談判要求，多國警告俄罗斯正在计划入侵乌克兰。2022年2月21日，俄羅斯承認烏東地區的亲俄政权頓涅茨克人民共和國及卢甘斯克人民共和国為獨立國家并与之建交。2022年2月24日，俄罗斯总统弗拉基米尔·普京宣布以“去军事化”及“去纳粹化”为由对乌克兰开展“特别军事行动”，由此爆發全面戰爭。烏克蘭總統弗拉基米尔·泽连斯基随即頒布戒嚴令和動員令，并与俄罗斯断绝外交关系。战争初期，俄军从多個方向大规模进攻乌克兰关键城市，但遭到烏軍顽强抵抗，2022年3月下旬，俄军改变最初闪击战的策略撤出北部地区，改为加强在顿巴斯地区的兵力和攻势。在发动入侵的三周后，俄军在南部取得更多优势，其他地方则陷入消耗戰。
自從2022年9月起，烏克蘭發起兩輪反攻行動（哈爾科夫反攻和赫爾松反攻），先後奪回約3000平方公里和1170平方公里的土地。9月20日，由俄罗斯实际控制的顿涅茨克、卢甘斯克、赫尔松和扎波罗热宣布将于9月23日至27日举行加入俄罗斯联邦的公投。9月30日，乌东四州正式并入俄罗斯，约占乌克兰领土的20%，但此举遭到國際社会譴責。2023年6月，烏克蘭再次發起反攻，然而收效甚微。2024年，俄軍在烏克蘭東南部地區重新開始推進，同年8月起烏軍也對俄國境內的库尔斯克州發動攻勢。隨著戰爭拖入第三年，烏克蘭廣袤領土的關鍵資源，以及西方與俄之間領導層的談判，使得長期膠著的戰爭態勢發生變化。
此次入侵导致双方数十万人伤亡，并造成欧洲自二战以来最大的难民危机，战争开始的六周内有430万难民逃离乌克兰，另有710万人在乌克兰境内流离失所。国际社会广泛谴责俄羅斯對乌克兰的入侵，2022年3月2日，聯合國大會通过決議，谴责俄罗斯入侵并要求俄全面撤军。国际法院裁定俄罗斯“必须立即停止军事行动”。俄罗斯失去欧洲委员会和联合国人权理事会成员资格。多方向乌克兰提供武器和人道主义支援，对俄罗斯实施空前的制裁，战争与制裁影响世界经济。全球多地及俄國國內爆发反战抗议活动。戰爭期間俄軍被控在烏國境內犯下廣泛的戰爭罪行，包括屠殺、綁架兒童、使用違禁武器、種族滅絕等等，国际刑事法院发布通緝令，要求罗马规约缔约國逮捕包括普京在内的6人。

## 背景

### 獨立與廣場革命

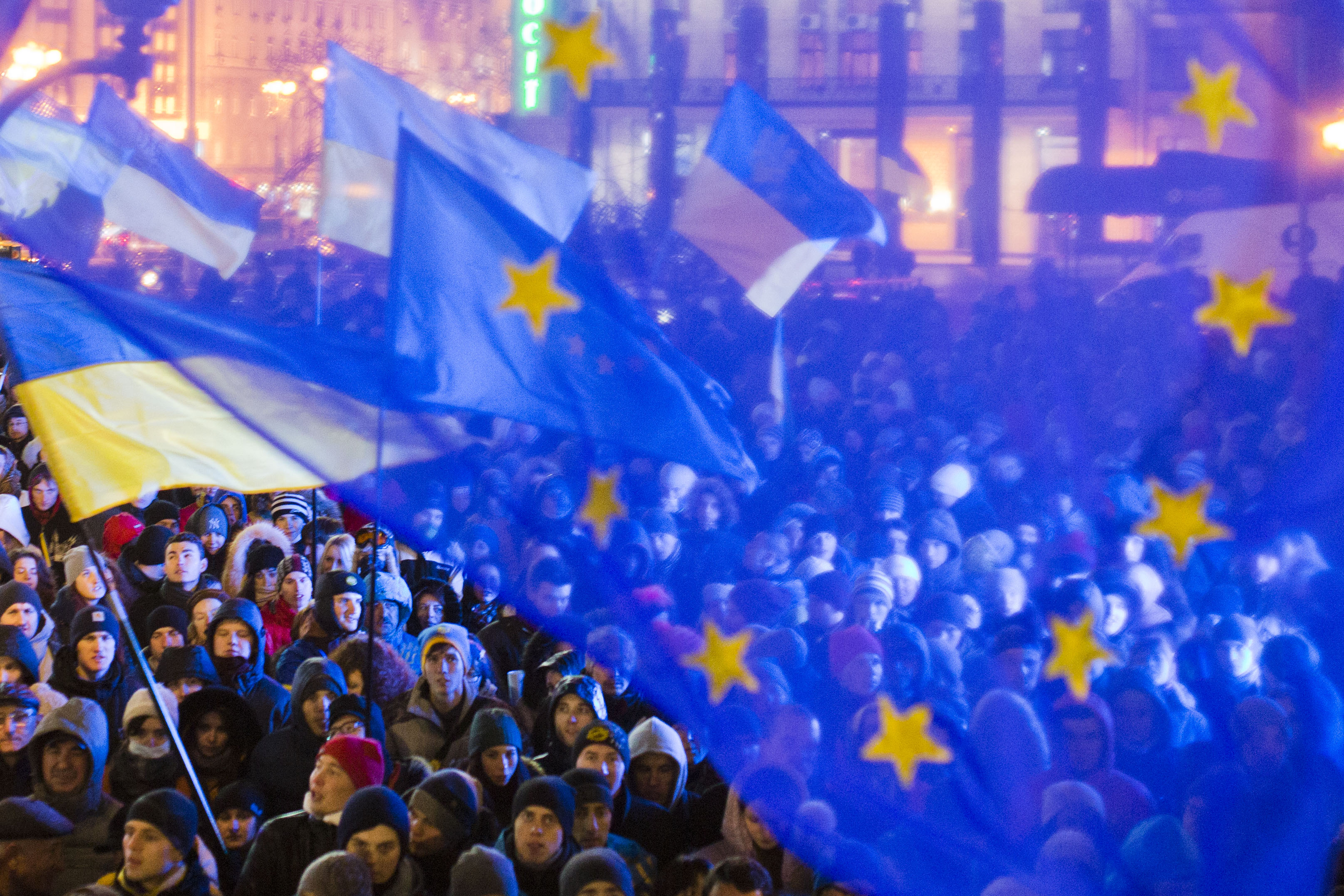
迈丹革命中基輔的示威者（2013年11月）

于1991年解体后，新独立的乌克兰和俄罗斯保持联系。1994年乌克兰同意签署《不扩散核武器条约》并拆除苏联在乌克兰留下的核武器。作为回报，俄罗斯、英国和美国签署《布达佩斯安全保障备忘录》同意维护乌克兰的领土完整。
1999年，俄罗斯签署《欧洲安全宪章》，其中“重申每个参与国具有自由选择或更改其安全安排，包括联盟条约的固有权利”。苏联解体后，几个前东方集团国家加入北大西洋公约组织（北约/NATO），部分原因是区域安全威胁，如1993年俄罗斯宪政危机、阿布哈兹战争（1992年-1993年）和第一次车臣战争（1994年-1996年）。俄罗斯领导人声称，西方大国曾承诺北约不会向东扩张，但这一点存在争议。在2008年布加勒斯特峰会上，乌克兰和格鲁吉亚寻求加入北约。北约现有成员的反应存在分歧，西欧国家担心因此与俄罗斯对立。北约最终拒绝为乌克兰和格鲁吉亚提供成员资格，但发表声明同意“这些国家将成为北约成员”。弗拉基米尔·普京强烈反对两国申请北约成员资格，俄罗斯外长谢尔盖·维克托罗维奇·拉夫罗夫表示，俄罗斯将竭尽所能阻止乌克兰和格鲁吉亚加入北约。
2004年，親歐派的維克托·尤先科在橘色革命後當選為烏克蘭總統，其將國家對外發展的方向積極轉向西方、加強與歐美合作，烏克蘭議會也透過立法方式認定烏克蘭大饑荒為莫斯科當權者的種族滅絕行動，引起俄國不滿；之後雙方又發生多次糾紛。
在2010年，曾被指選舉舞弊的親俄派的維克多·費奧多羅維奇·亞努科維奇當選為烏克蘭總統。2013年11月，乌克兰总统亞努科維奇在俄罗斯施压下推翻乌克兰最高拉达的决定，拒绝与欧洲联盟（欧盟/EU）签订《烏克蘭—歐洲聯盟聯合協議》，选择与俄罗斯领导的欧亚经济联盟建立更紧密联系，引发一连串亲欧盟的抗议浪潮，即迈丹起义。最终于2014年2月爆发尊嚴革命，阿努科維奇政府及其安全部隊對示威者血腥鎮壓，使亚努科维奇被最高拉達罷免下臺，並且逃離烏克蘭。隨後議會組成臨時政府。

### 俄羅斯吞并克里米亞與頓巴斯武裝叛亂

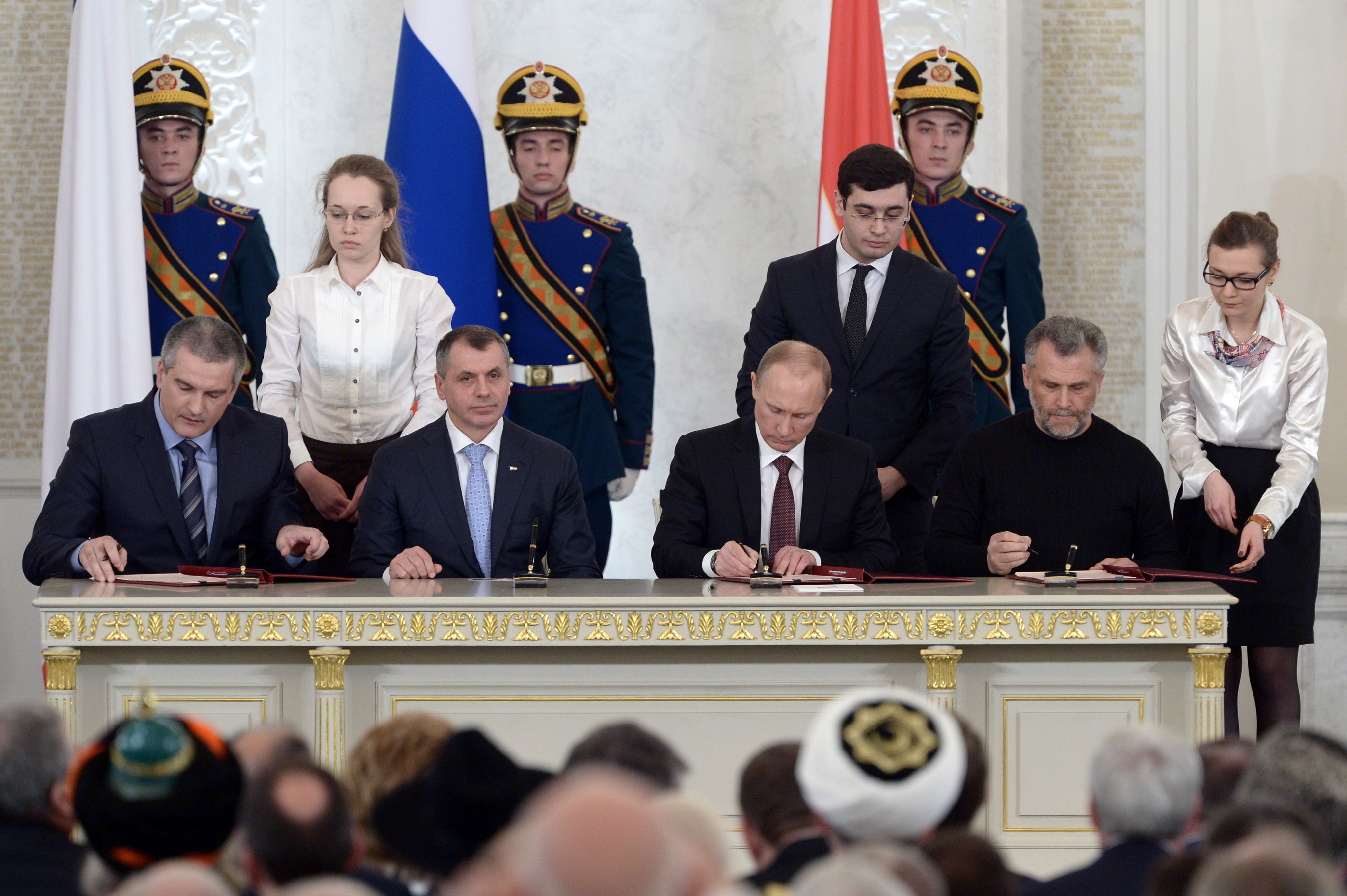
俄羅斯總統普京在克里姆林宮與克里米亞領導人簽署加入條約，正式併吞克里米亞

在尊嚴革命後，烏克蘭親歐派政府上台並拋棄俄國的歐亞經濟聯盟，轉而與歐盟簽署協定，導致國族認同傾向俄羅斯的烏克蘭東部地區民眾不滿；乌國东南部地區（俄語區）之後发生亲俄动乱，這些地區的示威者支持被罷免的亚努科维奇政府，並且與烏克蘭安全部隊爆發衝突，又衝擊當地行政機關大樓。随后俄罗斯派出没有佩戴标志的士兵入侵乌克兰的克里米亚半島之战略位置和基础设施，并占领克里米亚议会，之後俄罗斯组织一次有争议的公投，随后非法吞并克里米亚，惟該公投被聯合國裁定非法，亦未被國際廣泛承認。

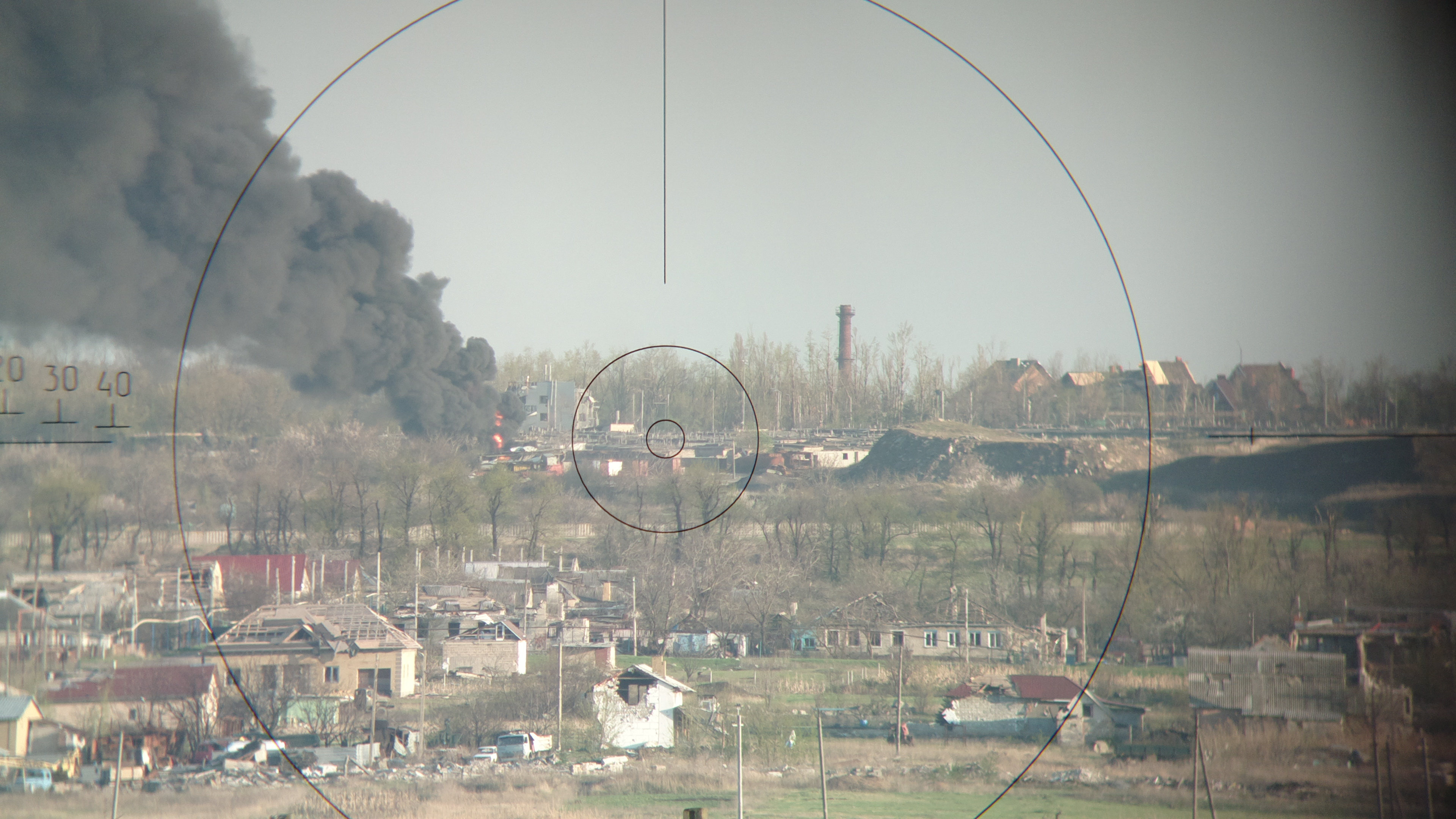
頓巴斯戰爭期間的炮擊

2014年4月，親俄叛亂武裝及抗議群眾佔領烏克蘭東部多座城市，然後在經過所謂的公投後，两个受俄罗斯支持、分裂自乌克兰的准国家──顿涅茨克人民共和国和卢甘斯克人民共和国宣布成立，隨後烏克蘭政府軍開始進入頓巴斯地區平叛，顿巴斯战争正式爆发。叛軍隨後被烏克蘭政府軍擊潰，因此俄國又秘密派遣軍隊幫助分離主義分子負隅頑抗。
分離主義武裝與烏克蘭政府軍之間的武裝衝突造成約14,000人死亡。2014年9月和2015年2月，交战双方签署旨在停止战斗的《明斯克协议》，但停火屡次失败。俄罗斯在该协议中的角色出现争议：诺曼底模式成员法国、德国和乌克兰认为《明斯克协议》是俄罗斯和乌克兰之间的协议，而俄罗斯坚持认为乌克兰应该直接与两个分裂出来的共和国谈判。
由於俄羅斯對克里米亞和頓巴斯的軍事干預行動，烏克蘭最高拉達於2014年12月通過放棄作為中立國的身份，並且在2018年11月修憲，把加入北約和歐盟作為烏克蘭的首要國家戰略。2019年，弗拉基米爾·澤連斯基當選為新一任烏克蘭總統，他在任初期軟化對俄的強硬態度、主張溫和處理頓巴斯戰爭；直至2021年初局勢升級，才開始放棄對俄的綏靖政策。

## 入侵前奏

### 俄軍集結和「最後通牒」

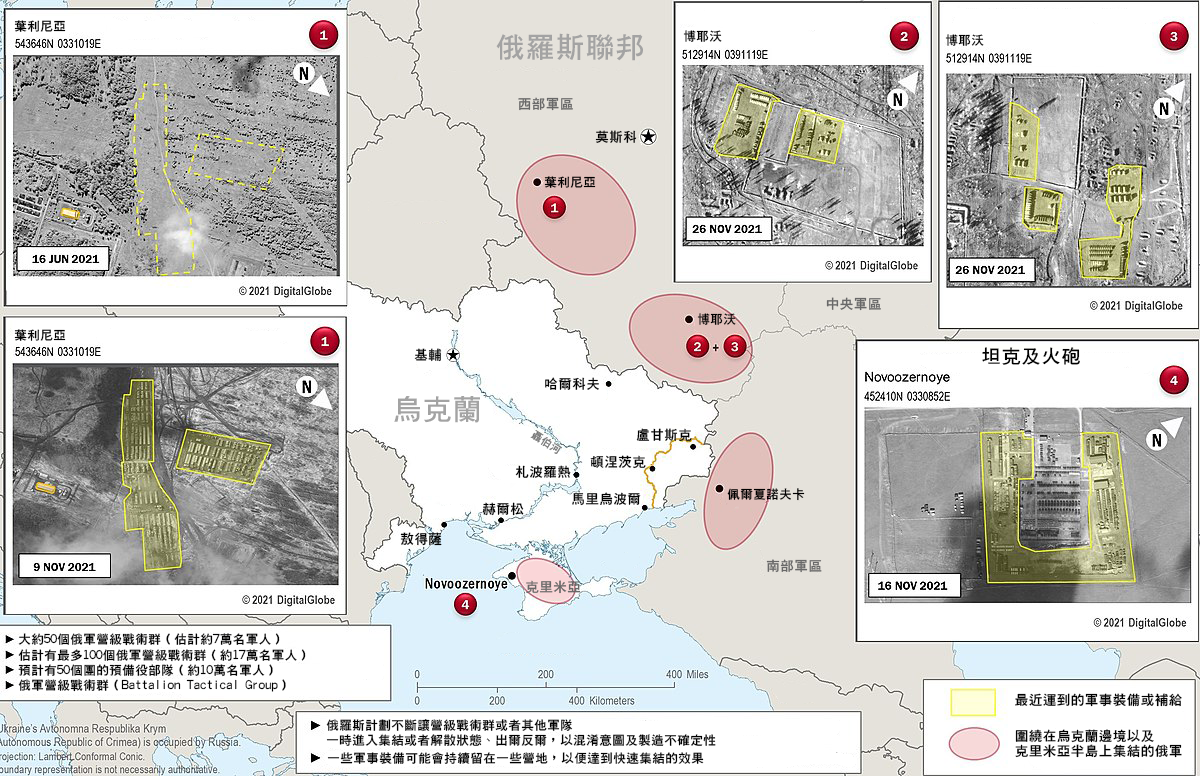
截至2021年12月3日，俄羅斯向烏克蘭邊境派遣軍隊的情況之衛星圖像

在2021年3月至4月間（第一次集結）、及10月起（第二次集結），俄羅斯軍隊在俄烏邊境附近以及白俄羅斯境內進行了大規模軍事集結，多方估計集結的俄軍軍人數量介乎於五至十萬人，第二次集結的數量則是大約13萬。但是俄羅斯一直否認有入侵烏克蘭的意圖，直至入侵行動發起的一天前仍然如此。據報，入侵烏克蘭的提議是由俄羅斯總統普京和普京核心圈子中的一小群鷹派或西羅維基集團做出的，其中包括聯邦安全會議秘書尼古拉·帕特鲁舍夫和國防部長謝爾蓋·紹伊古。同一時間，在烏克蘭東部頓巴斯地區的衝突惡化，監督停火的歐洲安全與合作組織提供的數據顯示當地在2022年初衝突數量激增。

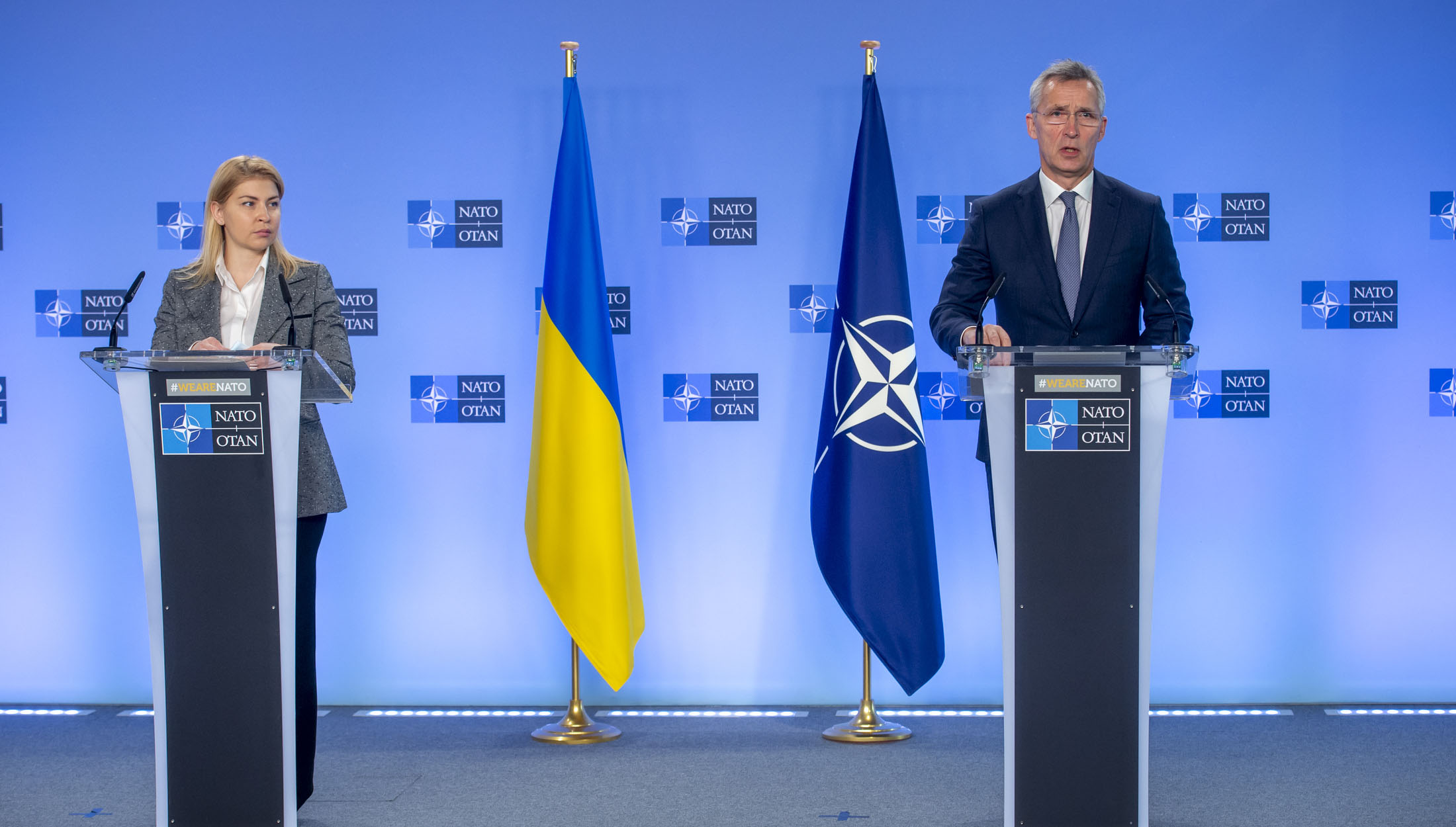
2022年1月10日，烏克蘭副總理奧爾哈·斯特凡尼希娜和北約秘書長延斯·斯托爾滕貝格就俄羅斯可能入侵的前景向媒體發表安全演說

2021年12月，俄羅斯對美國和北約的發出「最後通牒」，要求北約永久停止在東歐和烏克蘭的任何軍事活動、從前蘇聯國家撤出北約多國部隊，同時要求美國從歐洲撤走核武器，等「安全承諾」；警告若果西方繼續採取對俄「侵略性、不友善」方針，俄羅斯當局將不得不採取「報復性軍事行動措施」。一名美國政府高級官員稱這些提議可以討論，但有些條件是美國不可接受的。美國與北約均拒絕了俄羅斯要求禁止烏克蘭加入北約的條件；北約秘書長延斯·史托騰伯格說「俄羅斯無權建立勢力範圍，也無權控制其他主權國家的行動」，同時北約也強調其為一個防禦性聯盟，「不尋求對抗，也不對俄羅斯構成威脅」。
另外，俄羅斯也多次否認烏克蘭的建國權利。普京在2021年7月發表文章《論俄羅斯人和烏克蘭人的歷史統一》，公開聲稱烏克蘭人作為獨立民族的想法是「沒有歷史根據」，又暗示烏克蘭語作為俄語的一種「方言」，「兩者本質上沒有分別」。另外普京在承認烏東兩個政權發表演說（2022年2月）時再次聲稱「俄羅斯人和烏克蘭人本質上是同一個民族」，認為烏克蘭是一個「被俄羅斯的共產主義者所創造的國家」，同時否認烏克蘭擁有建國權利。歷史學家提摩希·D·史奈德批評普京的言論是帝國主義的體現；同時有許多國際觀察家認為俄羅斯領導階層對烏克蘭及其自身歷史持有錯誤、扭曲的看法，最終作為一種心理戰工具。

### 國際調解失敗、各國撤離和假旗行動

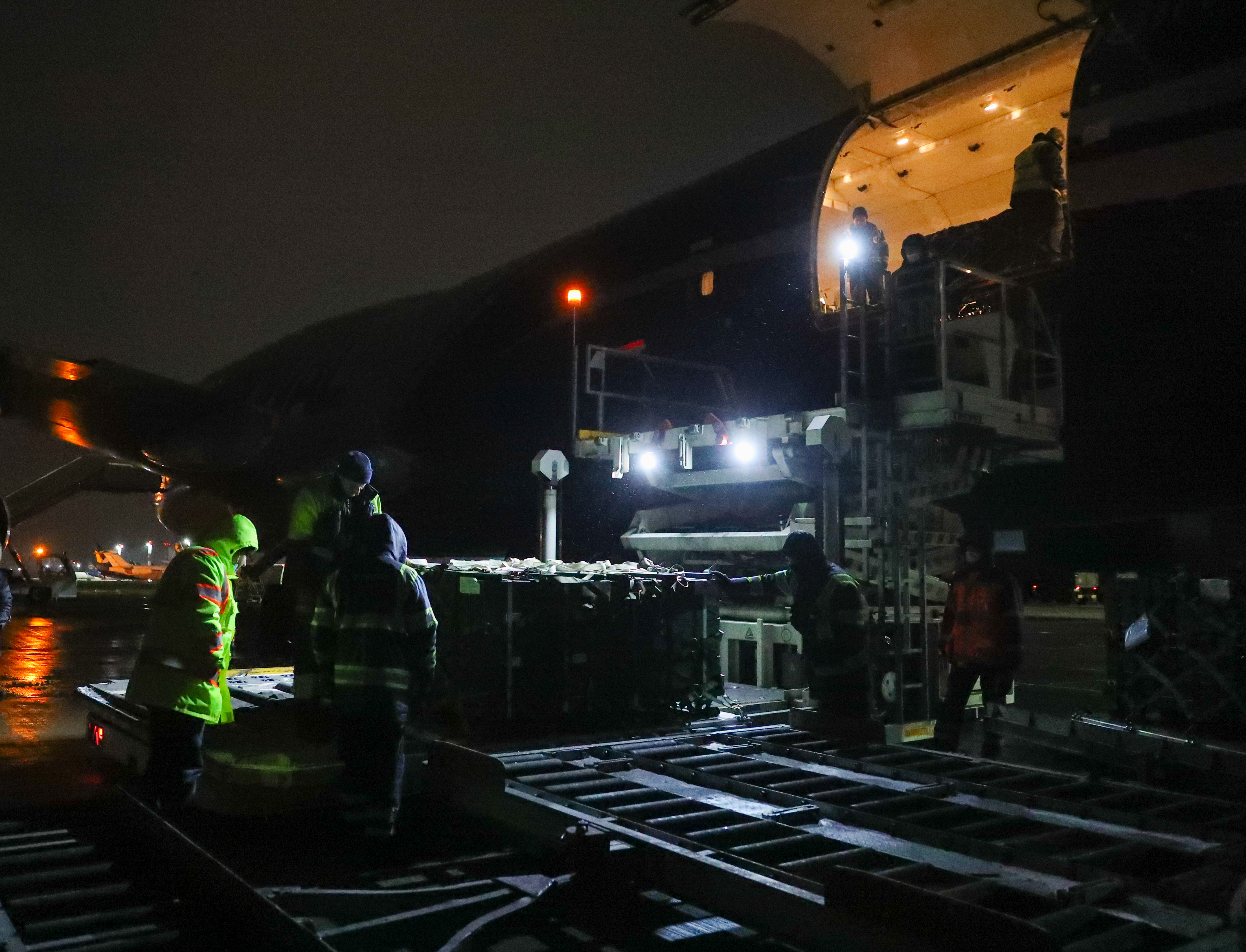
2022年1月23日，美國空運至烏克蘭的軍用物資

在局勢升級之際，美國和其他北約成員國向烏克蘭運送超過20萬磅的致命武器和軍事訓練計劃，旨在提高烏克蘭的抵抗能力。烏克蘭國土防衛隊也開始招募志願平民進行軍事戰術訓練，訓練他們使用武器和遊擊戰的能力；同時烏克蘭政府也修改了預備役制度，並且鞏固了邊境防衛力量。
危機期間，俄羅斯曾經和西方各國進行會談，嘗試調和矛盾。2021年12月，美國總統拜登與俄國總統普京緊急展開線上高峰會，但沒有取得任何共識。2022年2月，法國總統馬克龍及德國總理奧拉夫·蕭茲會見普京，馬克龍之後承認斡旋失敗，蕭茲表示普京在會談中說「白俄羅斯和烏克蘭實際上不應該成為獨立國家」。西方警告，俄羅斯有能力隨時對烏克蘭發動入侵，同時也指若俄羅斯入侵烏克蘭、俄國將會遭受嚴厲制裁；2022年1月，美國與北約以書面正式回絕俄羅斯所提的條件。蕭茲曾經向烏克蘭總統澤連斯基提議，烏克蘭自行宣佈自己為中立國，並且放棄加入北約，但是遭到澤連斯基斷然拒絕。2022年2月19日，澤連斯基呼籲各國停止對俄羅斯的「綏靖」政策，並要求交代烏克蘭加入北約及歐盟的時間表。

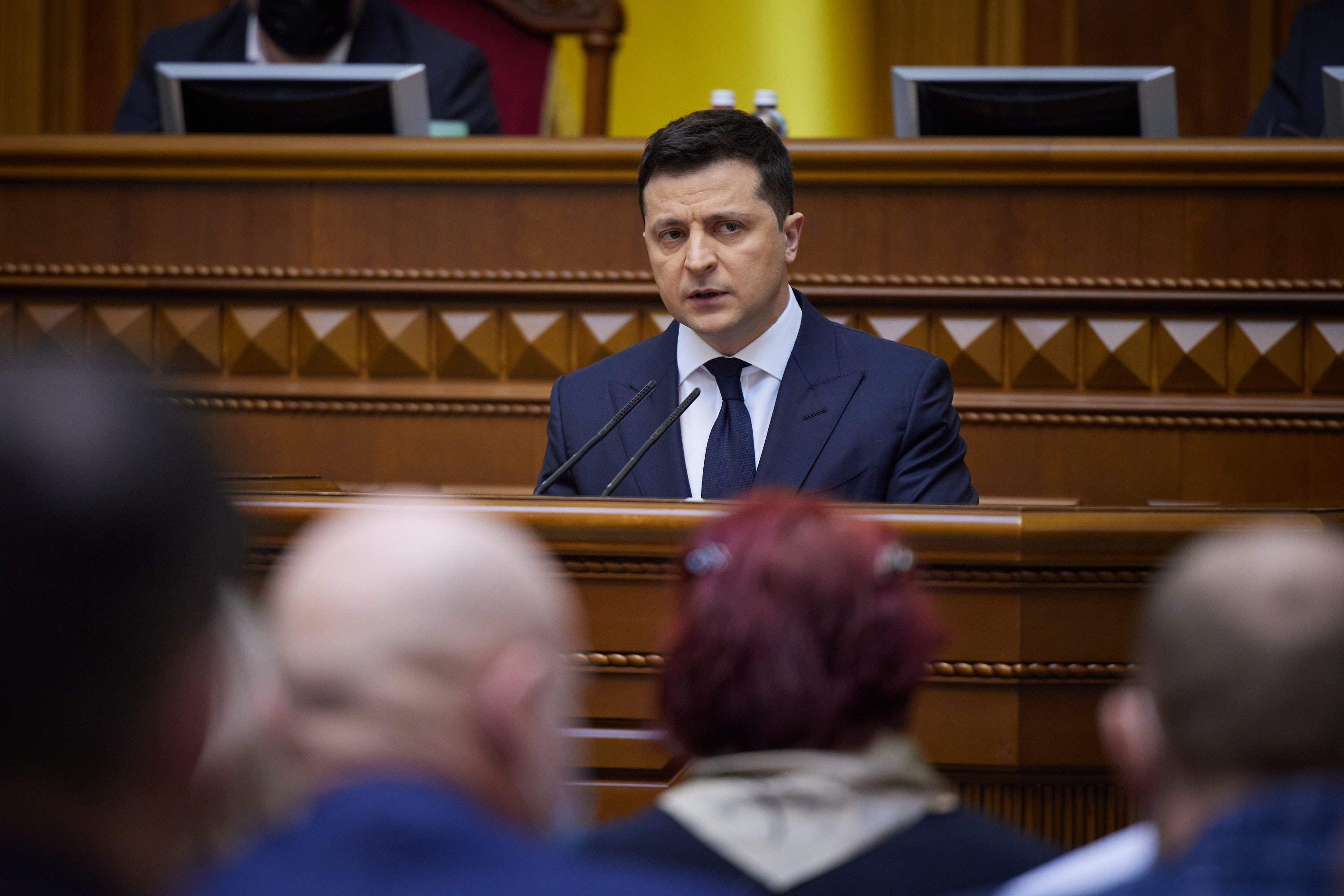
2022年2月1日，烏克蘭總統澤連斯基在最高拉達發表演講，呼籲民眾團結起來

2021年12月初，美國國防部、中情局對外釋出「戰爭警報」，指普京已下令要在元旦前後調集軍隊，預計會在2022年1月底、2月初的凜冬之際「兵分三路入侵烏克蘭」。由於對俄國侵烏存在擔憂，從2022年1月22日起，美国、英国和加拿大等国开始从乌克兰撤出其使馆的部分人员。同時，德国、澳大利亚、意大利、以色列、荷兰和日本等国敦促国民尽快离开乌克兰。1月24日，美国国务院要求美國駐烏克蘭大使館外交人员及其家属撤离，并警告美国人不要前往乌克兰或俄罗斯。2月12日，美国撤离了驻基辅大使馆的几乎所有工作人员。2月13日，包括美国、英国和德国等十多個國家再次敦促其公民离开乌克兰。
2022年2月21日，俄羅斯國家電視台第一頻道播出一段影片，稱烏克蘭派遣士兵要炸毀一處氯氣制造廠，中途被攔阻。烏克蘭情報部門認為這段視頻是俄羅斯情報機構格魯烏的作品。同日，俄羅斯政府稱烏克蘭展開的炮擊摧毀了俄烏邊境的聯邦安全局邊境設施，並稱打死五名「越過邊界進入俄羅斯的烏克蘭士兵」。烏克蘭方面否認這一事件，稱這是俄羅斯的“假旗行動”。23日，烏克蘭國防部、外交部、內政部網站遭到分散式阻斷服務攻擊。

### 俄承認烏東兩國、「特別軍事行動」演講
2022年2月21日夜，普京在克里姆林宫主持召开讨论顿巴斯问题的俄罗斯联邦安全会议，全程通过电视直播。绝大部分参会人员支持立即承认頓涅茨克人民共和國与卢甘斯克人民共和国。普京随后发表电视讲话，正式宣佈承认独立。在电视讲话中，普京批评當年蘇聯共產黨「将顿巴斯塞进乌克兰」，认为現代乌克兰的建国权與歷史不具有合法性。还稱烏克蘭正在秘密發展核武器。联合国秘书长安东尼奥·古特雷斯表示该决定侵犯乌克兰的主权和领土完整，不符合《联合国宪章》原则。
2月22日，俄罗斯外交部宣布与顿涅茨克和卢甘斯克建立大使级外交关系。普京表示，俄罗斯承认两个共和国宪法规定的边界（部分领土处于乌军控制下），并以「维和」名义派遣军队进入两个地区。美国、欧盟、英国宣布制裁承认乌东两政治实体的人员。歐盟的制裁涉及351名俄杜马议员和27个实体。德国宣布中断对北溪2号天然气管道项目的认证审核。2月23日，烏克蘭國會宣佈制裁支持烏東兩地區獨立的351名俄羅斯國會議員。
乌克兰时间2月24日凌晨5點30分，普京在一個電視演說中宣佈对乌克兰開展「特別軍事行動」。
普京表示，這次行動是為了「保護頓涅茨克人民共和國與盧甘斯克人民共和國的人民」、稱他們「遭受了基輔政權的羞辱和種族滅絕」。许多组织认为这是虚假指控。普京指責北约自21世纪初以来向东扩张，威脅俄羅斯的安全，北约否认这一说法，声称其是一个“防御性联盟”，“并不寻求对抗”，亦表示俄方对其接纳的成员国并没有否决权。
普京也宣稱烏克蘭政府官員是西方控制下的“新納粹分子”，北約正在烏克蘭建設軍事設施以威脅俄羅斯。他說俄羅斯尋求对烏克蘭的「非軍事化和去納粹化」，並質疑烏克蘭的國家主權。普京称他“不会侵占乌克兰领土”，並「支持烏克蘭人民的自決權」。俄羅斯沒有正式宣戰。美國情報人士洩露俄羅斯聯邦安全局文件的報導稱，俄羅斯聯邦安全局並不知道普京入侵烏克蘭的計畫。
在其演講結束後，俄軍隨即以導彈襲擊烏克蘭國內各城市、越境進入烏克蘭，標誌著戰爭全面爆發。

## 戰場

### 領導
戰爭雙方的領袖分別是烏克蘭總統兼最高統帥—弗拉基米爾·澤連斯基、以及俄羅斯總統兼最高統帥—弗拉迪米爾·普丁。
在全面入侵行動開始後，俄軍由多名軍事指揮官領導，分別負責烏克蘭的東、南、北三條戰線；直至4月13日，才由亞歷山大·德沃爾尼科夫正式擔任俄國在烏軍事行動最高指揮官，統一指揮各條戰線。2022年10月，謝爾蓋·蘇羅維金被任命為最高指揮官，但被認為缺乏統一領導效果。2023年1月12日，改由俄軍總參謀長瓦列里·格拉西莫夫出任最高指揮官。《衛報》報導指普京與格拉西莫夫密切合作，並且稱其二人繞過高級指揮官、直接向旅指揮官下達命令並干預作戰決策。
烏克蘭方面，烏克蘭軍隊設有東、南、西、北方行動指揮部，各自指揮不同的戰鬥方向。在戰爭初期起，烏軍最高領導人為武裝部隊總司令瓦列里·扎盧日內，《時代雜誌》指其保持靈活性，並將決策權下放給當地指揮官；美國陸軍上將馬克·麥利說扎盧日內使烏軍能夠迅速適應戰場，並主動對抗俄軍。但在2024年，當澤連斯基傳出與扎盧日內不和的消息後，他於2024年2月8日被解除總司令一職，改由烏軍總參謀長亞歷山大·瑟爾斯基接替總司令一職。

### 地面戰場

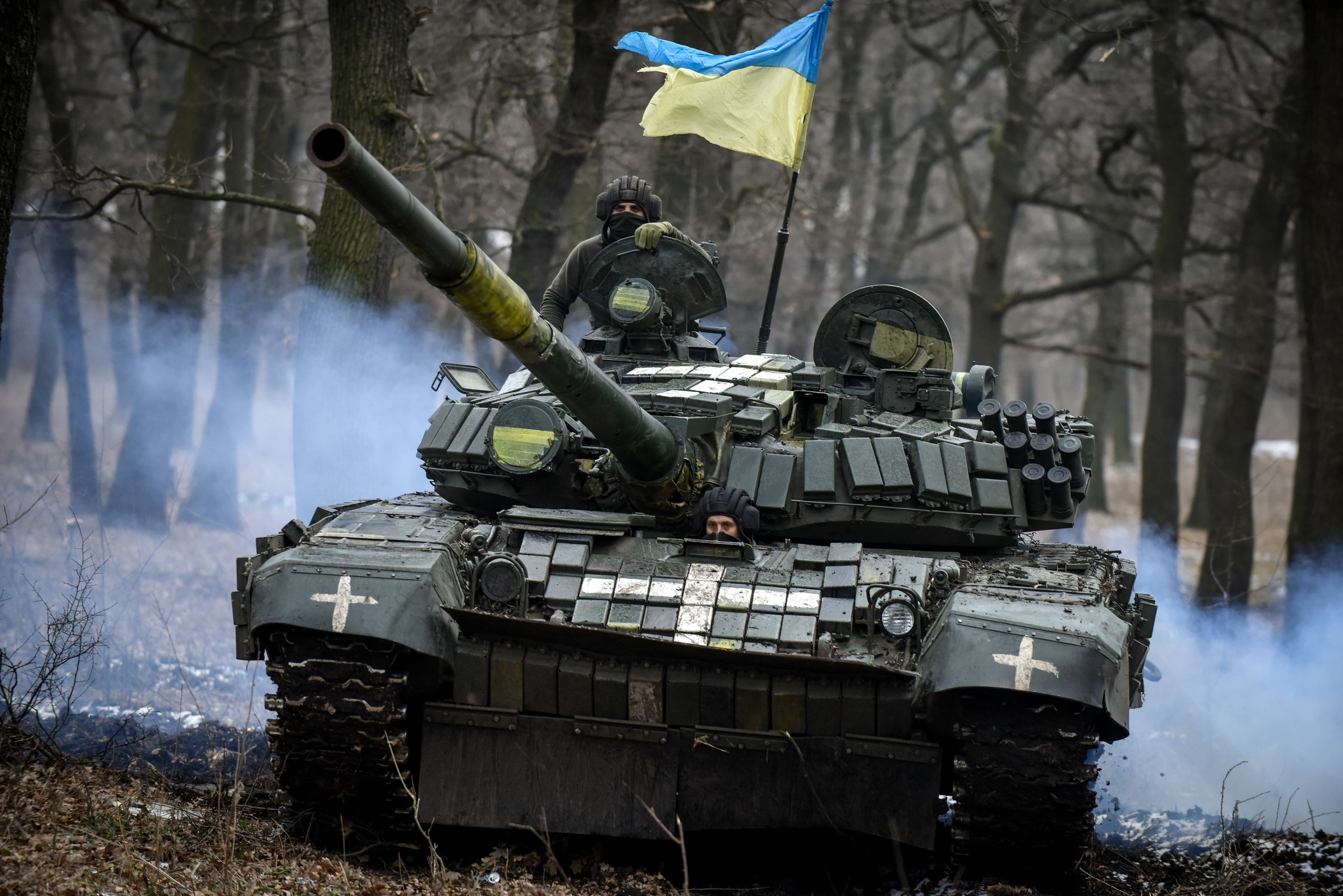
在烏克蘭頓內次克州（東部攻勢）作戰的烏軍T-72主戰坦克

戰爭爆發後，俄羅斯軍隊從三路推進，分別是：烏克蘭北部地區和東北部地區向首都基輔、蘇梅、切爾尼戈夫和哈爾科夫推進的基輔攻勢和東北部攻勢，上述兩個攻勢分別由俄軍中部軍區和西部軍區負責；從烏克蘭東部兩個分離主義政權以及東部邊境向盧甘斯克州及馬里烏波爾進攻的東部攻勢；還有從克里米亞半島向赫爾松、尼古拉耶夫和札波羅熱州進攻的南部攻勢。
在北部戰線遭遇激烈抵抗後，俄軍從烏克蘭北部地區撤軍，並且繼續沿東部戰線推進。2022年9至11月，烏軍在反攻後俄軍被迫從東北部戰線（哈爾科夫方向）、赫爾松撤軍。2024年5月，俄羅斯軍隊重新入侵哈爾科夫。8月6日，烏軍從蘇梅州越境入侵俄羅斯庫爾斯克州。

### 空戰及海戰

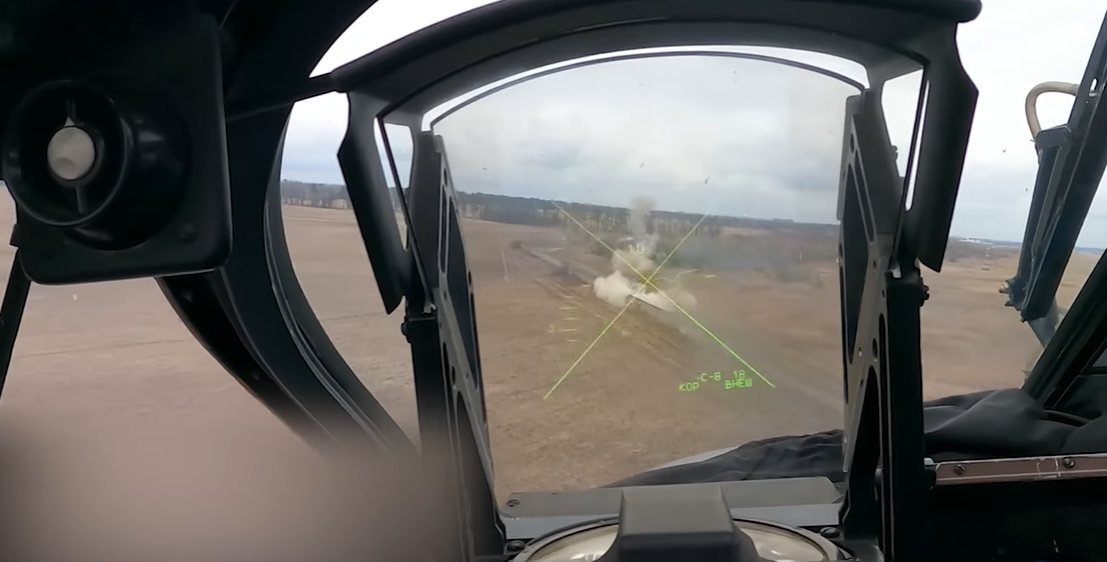
俄羅斯空軍卡-50攻擊直升機在基輔州攻擊

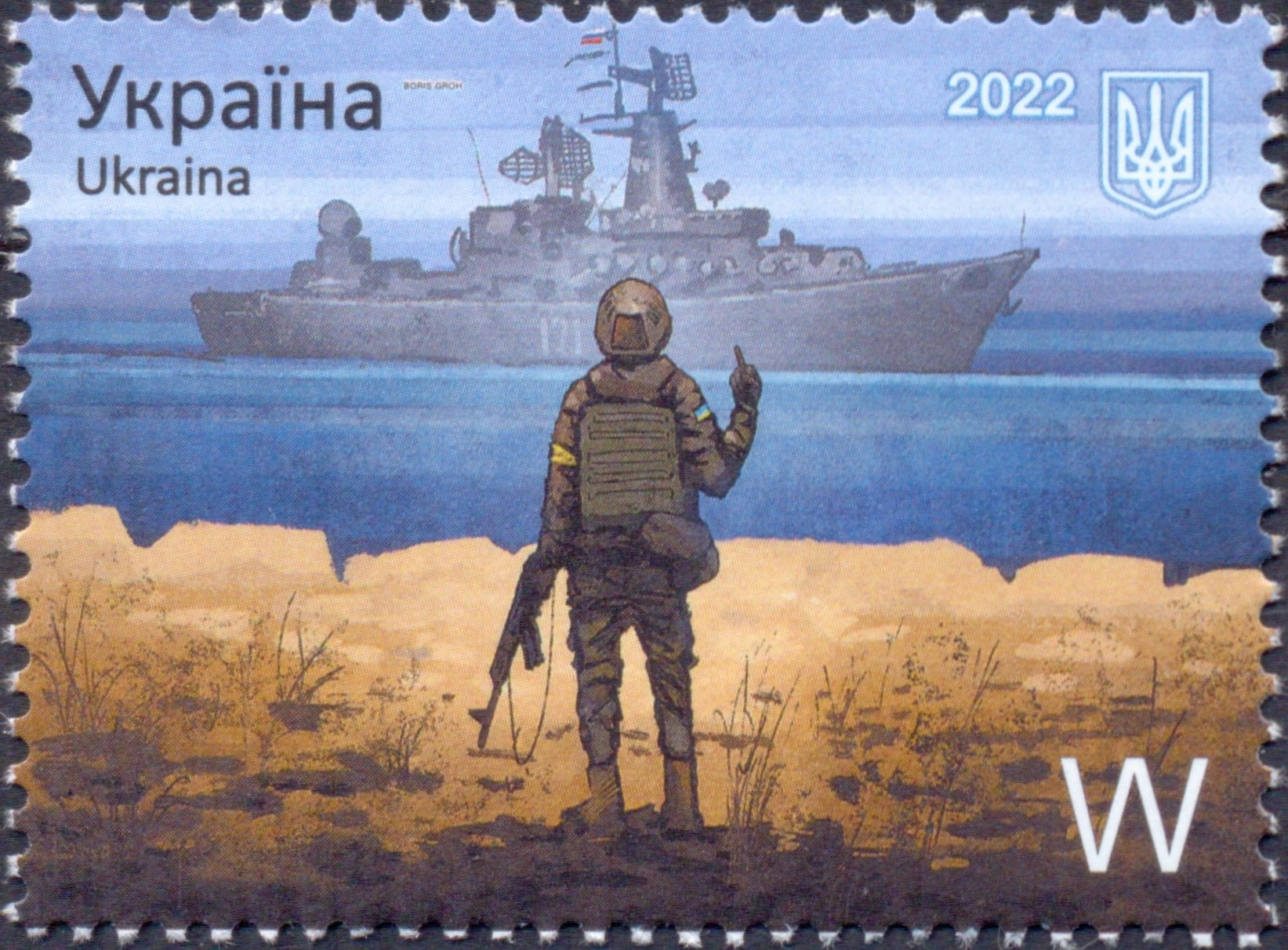
對着俄軍軍艦豎起中指的烏克蘭士兵，象徵著蛇島戰役

俄軍在烏克蘭的空中行動旨在透過遠程打擊烏克蘭境內的軍事和基礎設施目標，並且試圖遏制烏克蘭全國各地的防空系統。僅在戰爭爆發後的21天內，俄軍便向烏克蘭境內發射了1,100多枚導彈。但俄軍並沒有完全擁有制空權，其後勤問題也十分嚴重。截至2024年9月，自俄軍開始全面入侵以來，烏克蘭擊落了100多架俄羅斯軍用飛機。
自2022年秋季以來，俄羅斯對烏克蘭電力和供水系統進行了一波又一波的空襲；10月，俄軍向烏克蘭全境發射導彈襲擊基礎設施以及軍事設施，導致至少19人死亡、100人受傷，引發全國停電，這次是自戰爭爆發以來最大規模的空襲。2024年11月，俄羅斯和烏克蘭向對方發動了自戰爭開始以來最大規模的無人機襲擊，俄羅斯同月也首次動用洲際彈道導彈襲擊烏克蘭。
2022年12月，烏克蘭軍隊對俄軍的恩格斯空軍基地進行兩次襲擊，造成多人傷亡。烏軍也持續對俄羅斯佔領下的克里米亞半島發起襲擊，與其連接的克里米亞大橋也被遭到攻擊。
全面入侵開始之日，俄羅斯海軍軍艦攻擊並轟炸了位於黑海的蛇島，後為烏克蘭所奪回。3月，俄羅斯RT電視台稱俄軍別爾江斯克俘獲了大約十幾艘烏克蘭軍艦。2022年4月14日，俄軍黑海艦隊旗艦莫斯科號飛彈巡洋艦遭烏軍2枚海王星反艦巡弋飛彈擊中後沉沒。2024年2月14日，烏軍使用無人水面載具擊沉了俄羅斯大型登陸艦凯撒·库尼科夫号。

### 抵抗運動
烏克蘭民眾透過志願加入國土防衛隊、響應烏克蘭國防部號召製作燃燒彈、捐贈食物、建造捷克刺蝟等屏障來抵抗俄羅斯的入侵；有維修路標的公司拆除或更改路標，以迷惑及侮辱俄軍。基輔有義工為醫護、軍人和有需要的民眾分發物資，烏克蘭政府又向民眾派發武器。在佔領區，烏克蘭民眾發起抗議俄國佔領和不合作運動，又以肉身阻擋俄軍軍車前進，逼使他們撤退；在赫爾松，近2,000名烏克蘭民眾上街揮舞國旗，高喊「俄國佬回家」等口號，但遭到俄軍開槍驅散。從2022年3月起，烏克蘭平民開始組織遊擊隊抗爭，在不同地區通過炸毀或繳獲俄軍武器及車輛、俘虜其士兵、暗殺與俄羅斯合作者或俄軍指揮官以進行抵抗。

## 时间线

### 俄羅斯全面入侵烏克蘭（2022年2月—4月）
2022年2月24日，基輔時間凌晨5點40分，俄軍對烏克蘭發動全面入侵。俄軍同時從四個方向推進地面部隊，分別是從白俄羅斯進攻基輔的北部戰線、從克里米亞發動的南部戰線、從烏東兩分離主義政權控制的頓巴斯發動的東南戰線，以及從俄羅斯進攻哈爾科夫和蘇梅的東北部戰線。俄羅斯的初期目標是通過軍事入侵推翻烏克蘭民選政府，並完全佔領烏克蘭。
入侵开始后，烏克蘭總統泽连斯基宣布實施戒严令，同一天晚上，他下令对18岁至60岁的乌克兰男性、及預備役軍人进行全面动员，禁止他们离开该国。
俄军的入侵出乎意料地遭到了乌克兰軍民的激烈抵抗，俄羅斯的速戰速決策略在入侵初期已經失敗。在北部战线，俄军未能成功占领基辅并在伊尔平战役、霍斯托梅尔战役和布恰战役中被击退，俄軍雖在安托諾夫機場成功擊退烏軍，但卻失去了突襲基輔的機會。俄军尝试包围首都，但其守军坚守阵地，并使用西方标枪反坦克导弹和毒刺防空导弹有效地削弱俄罗斯的补给线并拖延进攻。在南部战线，俄军于3月2日占领了地区首府赫尔松—這是俄軍自全面入侵以來首個佔領的主要城市，另外也佔領了梅利托波爾以及包圍了馬里烏波爾。在东部战线，俄军对切尔尼戈夫、苏梅、哈尔科夫等关键城市采取围攻战术，但因遭遇顽强抵抗和后勤问题而未能成功。
從3月開始，烏克蘭軍隊開始在伊爾平等多個方向對俄軍發動反擊。3月25日，俄罗斯国防部称对乌克兰的“军事行动”第一阶段“基本完成”，乌克兰军队损失严重，俄军现在将集中精力“解放顿巴斯”。從4月2日至4月7日間，俄军撤离北部战线中进攻基辅的军队，并重新部署到顿巴斯地区以加强东南部攻势。4月1日，乌军收复基辅后，在基辅西北部的布恰市发现了在俄军占领期间被大量屠杀的平民尸体。4月7日，联合国大会通过了一项决议，暂停俄罗斯在人权理事会的成员资格。作为回应，俄罗斯宣布退出联合国人权理事会。

### 俄軍東南部攻勢、烏軍反攻和併吞烏東四州（4月—2023年1月）

北頓涅茨克-利西昌斯克攻勢

在俄軍全面撤離烏克蘭北方之後，開始被重新部署到烏克蘭東南部地區，發動大規模軍事攻勢，目標為奪取整個頓巴斯地區。在南部地區，俄軍繼續對尼古拉耶夫和奧迪沙等重要城市發動轟炸，更加意圖進一步佔領奧迪沙及黑海沿岸地區，以便將戰線聯通到摩爾多瓦的分離主義政權；若果俄羅斯的計劃成功，將讓烏克蘭失去所有海岸線、成為內陸國。另外，俄羅斯佔領下的札波羅熱核電廠多次遇襲，引發公眾對放射性物質泄漏和火災等核事故的擔憂。

#### 馬里烏波爾失守
在馬里烏波爾，被包圍的烏克蘭軍隊在4月20日收到俄軍的最後通牒，要求投降，但遭到拒絕；而該市內仍有超過十萬居民被困。俄羅斯軍隊繼續對保衛馬里烏波爾的烏軍採取「圍而不攻」的戰術，導致沒有任何食物、水、暖氣或藥品的供應，直至5月1日才開始進行疏散。持續到5月16日，烏軍總參謀部宣布馬里烏波爾駐軍已完成戰鬥任務，駐守當地的軍隊向俄軍投降，宣告馬里烏波爾圍城戰正式結束。

#### 俄軍烏東攻勢
俄羅斯軍隊為奪取烏東地區，對北頓內茨克等頓巴斯關鍵城市發起攻勢。俄軍在波帕斯納和利曼方向均取得突破。5月，俄軍攻入北頓涅茨克市郊，雙方爆發激烈的城巷戰；截止6月11日，仍然有大約15,000名平民留在北頓涅茨克和附近的利西昌斯克。俄羅斯軍隊最終在6月25日佔領北頓內茨克，並且渡過頓涅茨河攻擊利西昌斯克。7月4日，利西昌斯克失守，標誌在烏克蘭失去在盧甘斯克州的最後一個重大據點。而在哈爾科夫，烏軍則成功擊退俄軍，但在該地區的戰鬥仍然持續。

#### 哈爾科夫和赫爾松反攻

哈爾科夫反攻行動

在烏克蘭軍隊的不斷攻擊下，俄羅斯軍隊在6月從蛇島撤軍。而在8月，俄佔克里米亞境內的新費多里夫卡機場發生大爆炸，至少8架戰機被炸毀，事後烏克蘭承認責任。從8月29日起，烏克蘭軍隊開始對俄羅斯佔領的赫爾松州發起反攻；同時在9月6日突然在哈爾科夫發起反攻，並在3日內推進了近50公里，重新攻佔伊久姆、庫皮揚斯克等城市。10月1日，烏軍解放重要城市利曼，烏克蘭總統澤連斯基表示烏軍已經解放至少2000平方公里的土地，《紐約時報》認為這次反攻是俄羅斯自戰爭初期以來最恥辱的失敗。反攻持續到10月，烏軍推進到盧甘斯克地區。11月11日，烏克蘭軍隊解放赫爾松，並且佔領了第聶伯河西岸。

#### 非法吞併烏東四州
繼吞併克里米亞半島後，俄羅斯在9月於烏克蘭四個州份舉行入俄公投。結果為全數通過，普京於9月30日與佔領區傀儡領導人簽署了「加入條約」。俄羅斯強行吞併烏克蘭領土的行為引起國際普遍譴責，聯合國秘書長古特雷斯稱吞併公投為非法。联合国大会于10月12日高票通過第ES-11/4号决议，谴责俄罗斯企图吞并乌克兰的4个地区。

### 蘇勒達爾-巴赫穆特攻勢和冬季僵局（1月—6月）

巴赫穆特攻勢

在烏軍發起的兩輪反擊戰結束後，冬季到春季的戰鬥開始陷入僵局；雙方的傷亡慘重導致在前線的行動大大減少。也有軍事分析師認為，俄羅斯缺乏訓練有素的軍人以及存在火砲彈藥的供應問題，因此進攻的速度明顯放緩，俄羅斯軍隊發動的「冬季攻勢」只成功佔領索萊達爾。在烏克蘭南部，俄烏雙方在武赫萊達爾發生自戰爭爆發以來最大規模的坦克戰，結果俄軍慘敗，引起外界對俄軍地面攻勢的能力的質疑。英國國防部表示，「整個俄羅斯步兵旅被烏軍有效殲滅」；另外烏軍在第聶伯河左岸建立了橋頭堡，俄軍在奧里希夫和胡利亞伊波萊被烏軍擊退，逼使俄羅斯在烏南地區採取防守狀態。

#### 巴赫穆特戰役
在烏克蘭東部，俄軍佔領利西昌斯克後，俄軍連同傭兵組織瓦格納集團對工業城市巴赫穆特和其鄰近的索萊達爾發起攻勢。2023年1月，俄羅斯軍隊佔領索萊達爾，使巴赫穆特只剩下一條補給路線。在當地的戰鬥持續到5月，此時烏軍僅能控制城市內1.89平方公里的土地。最終在5月21日，巴赫穆特完全被俄軍佔領，瓦格納集團的部隊也在25日撤離。在此戰中雙方死傷慘重，估計有至少一萬人在此次戰役中陣亡。美國參謀長聯席會議主席馬克·麥利形容巴赫穆特戰役為「屠殺盛宴」。
巴赫穆特失守後，烏軍持續向巴赫穆特郊區的側翼推進，以圖反攻該城市。在此戰中烏克蘭軍隊同樣傷亡慘重，損失了大量久經沙場的士兵，導致未來的反攻缺少部分進攻兵力。

#### 軍援抵達
從2023年1月起，烏克蘭收到其盟友提供的大量武器。2023年1月25日，德國總理蕭茲宣布提供烏克蘭德製豹2型戰車，並參加北約援烏的「坦克聯盟」；之後美國宣佈提供M1艾布蘭主力戰車給烏克蘭，英國也向烏克蘭提供了14輛挑戰者坦克；波蘭在3月9日將10輛豹2型戰車運交烏克蘭。3月，德國援助烏克蘭2700枚防空導彈。5月19日，美國同意向烏克蘭提供F-16戰機。

### 2023年烏克蘭反攻和俄軍反擊戰（6月—2024年1月）

#### 烏軍反攻
2023年6月起，乌军对包括顿涅茨克州、扎波罗热州和卢甘斯克州在内的多条战线发动了一系列反攻，但是反攻行動遭俄羅斯軍隊頑強抵抗。在反攻前俄羅斯軍隊在烏克蘭南部地區設立了多條防線，包括大量鋪設地雷、戰壕和龍齒等反坦克陷阱，成為烏克蘭反攻的一大障礙。6月12日，烏軍報告了7個月來最快的推進速度，表示他們共推進了6.5公里；俄羅斯軍事部落客也承認烏軍重奪多個村莊；但是被認為缺乏重大突破。8月28日，烏克蘭軍隊攻佔羅博季涅。9月18日，烏軍重奪巴赫穆特以南的小鎮克利希伊夫卡和鄰近的安德里伊夫卡。截至11月，烏克蘭的反攻行動僅解放了約400平方公里的領土，而且沒有重奪任何一座重要城市。
在反攻開始的同一個月（6月），赫爾松州卡霍夫卡水電站被部分炸毀，造成洪水淹沒水庫下游約230平方英里的區域，約2萬5千人受到影響，有24個定居點被洪水淹沒，當局從洪災地區疏散逾1.7萬名平民。俄羅斯及烏克蘭互相指責是對方所為。10月中下旬，烏克蘭海軍陸戰隊越過第聶伯羅河發動襲擊，儘管由於俄羅斯的猛烈砲擊和空中轟炸、組織混亂和資源減少而損失慘重，但仍繼續給俄軍造成傷亡。

#### 瓦格納兵變
2023年6月24日，瓦格纳集团对俄罗斯政府发动了一场短暂的叛乱。瓦格纳集团首脑普里戈任曾多次公开批评俄军方高层指挥不力，并称大约2万名雇佣兵在巴赫穆特战役中丧生。在经由卢卡申科斡旋后，俄羅斯和華格納集團达成协议，后者停止兵变返回军营，并被免于起诉，普里戈任前往白俄罗斯，然而仅两个月后其与一众亲信便在俄罗斯特维尔州坠机身亡。

#### 俄軍反擊
從2023年烏克蘭反攻起，俄軍加強了在斯瓦托韋-克雷明納戰線的進攻行動，特別是在庫皮揚斯克方向和克雷明納以西；根據戰爭研究所的說法，俄羅斯在當地加強攻擊的原因是為了將烏克蘭軍隊吸引到庫皮揚斯克地區，並遠離正在進行反攻行動的戰區關鍵地區。
2023年12月1日，烏克蘭總統澤連斯基承認反攻失敗；烏克蘭軍隊在反攻末期開始陷入僵局。從年末開始，俄羅斯開始加緊對頓巴斯城市阿夫迪伊夫卡的攻勢，該城市距離頓內茨克市僅5公里；當時阿夫迪伊夫卡已經被三面包圍。雖然俄軍在進攻的過程傷亡慘重，但仍然取得突破。同時，俄軍加強了對巴赫穆特北部和南部的攻擊，試圖奪回反攻中失去的土地。12月，烏軍要塞城市馬林卡失守，俄軍在利曼一帶也有所進展，烏克蘭軍隊受重挫。
俄羅斯軍隊的攻勢一步打擊烏克蘭軍隊的士氣。《紐約時報》報道，烏克蘭軍隊在當時處於守勢，並面臨人力和彈藥短缺的問題。皇家聯合研究所的研究員傑克·沃特林表示，烏克蘭未來幾個月將面臨艱難的處境。

### 阿夫迪伊夫卡戰役和春季-夏季戰役（2月—7月）
進入到2024年，烏克蘭軍隊繼續面對彈藥短缺的問題，美國國防部新聞秘書约翰·柯比指彈藥短缺問題已經影響到了戰局。烏克蘭警告，俄羅斯每天在前線部署的火力是其3倍，烏克蘭正面臨砲彈短缺。然而，美國國會並未通過援烏法案，導致美國無法向烏克蘭提供迫切需要的砲彈。2月17日，烏東城市阿夫迪伊夫卡失守，俄軍重奪戰爭主動權，並且在烏克蘭東部地區持續推進。

#### 阿夫迪伊夫卡失守
2月，俄羅斯軍隊再次在頓涅茨克州城市阿夫迪伊夫卡取得突破，當地駐守烏軍表示阿夫迪伊夫卡正遭到俄軍從三面圍攻，當地情況極其危急。最終阿夫迪伊夫卡在2月17日被俄羅斯軍隊全面佔領；商業雜誌《富比士》將其形容為「皮洛士式勝利」，因為俄軍在此戰役中至少損失16,000人。同時烏軍在此次戰役的失敗導致多條重要公路和鐵路線落入俄羅斯之手，導致鄰近的地區門户洞開。阿夫迪伊夫卡的陷落被認為是俄軍在2023年烏克蘭反攻失敗後，重新掌握戰爭主動權的標誌。

#### 頓巴斯攻勢
5月5日，俄軍推進並且佔領了奧切雷蒂內。2024年5月10日，俄罗斯开始在哈尔科夫州发动新一轮攻势；5月14日，俄軍攻入邊境城鎮沃夫昌斯克；至6月7日，白宫表示俄军的攻势已经停滞，不太可能进一步推进。在南線戰場，俄羅斯軍隊於5至6月間重新佔領2023年反攻時失守的羅博季涅、舊馬約爾斯克村。
在先後佔領阿夫迪伊夫卡和奧切雷蒂內之後，俄軍在當地形成一個突出部，並且在接下來的幾個月內不斷推進，進一步威脅烏軍的後勤中心康斯坦丁尼夫卡。烏軍內部也發生爭論，有人指責個別部隊擅自撤離導致失守。在巴赫穆特以西，俄羅斯軍隊開始攻擊恰西夫亞爾市，並且在7月佔領了其中一個區。6月19日，俄軍開始進攻托雷茨克，目的是為了從南部攻擊恰西夫亞爾。

### 俄軍持續攻勢和烏軍兩度入侵（2024年8月—2025年4月）
烏克蘭軍隊於8月對俄國庫斯克州發起大規模入侵，並嘗試以此分散俄軍兵力。然而智庫戰爭研究所指出俄軍在烏克蘭東南部的推進速度比2023年時更快，是因為發現並戰術利用了烏克蘭戰線脆弱的結果；路透社稱俄軍在10月至11月間以自戰爭爆發後最快的速度在烏東地區推進。烏克蘭總統澤連斯基於2025年年初承認僅靠軍事手段可能無法趕走俄軍。

#### 庫爾斯克州入侵
2024年8月6日，超過1000名烏軍在大量無人機和炮兵掩護下，大舉入侵俄羅斯的庫爾斯克州；此次攻擊為自俄羅斯全面入侵烏克蘭後，烏克蘭對俄羅斯本土發起過最大型的攻擊，也是自二戰以來俄羅斯首次被他國入侵。俄羅斯隨即宣佈庫爾斯克州進入緊急狀態。在8月8日，戰爭研究所在其最新報告中估計，烏軍已縱深推進10公里，頗有斬獲。8月16日，烏軍攻佔蘇賈市，截至當時烏軍已經佔領至少82個定居點。但同時有批評認為入侵庫爾斯克州分散兵力的效果不明顯，烏克蘭東部的攻勢仍然持續，甚至比烏軍在庫爾斯克的推進速度更快。2025年1至2月，烏軍發動新一輪攻勢反擊俄軍，俄羅斯方面宣稱已經擊退。至4月底，俄军基本收回库尔斯克州。

#### 俄軍進一步推進
7月中旬，俄羅斯發起新攻勢，在阿夫迪伊夫卡西北部突出部向波克羅夫斯克推進，並在8月28日佔領新赫羅迪夫卡。9月9日，根據俄羅斯軍隊以及地理定位圖像顯示，克拉斯諾霍里夫卡已經被俄軍佔領。
10月2日，烏軍從武赫萊達爾撤出，隨即被俄羅斯軍隊佔領。烏克蘭第72機械化旅已經保衛這座城市兩年多了，並表示俄羅斯人在襲擊這座高地城市時遭受了「巨大損失」。俄羅斯佔領後，戰前人口約14,000人的城市被描述為「蔓延的廢墟」。俄軍在庫拉霍韋和大諾沃西爾卡方向也有所進展，若庫拉霍韋的防線崩潰，將開啟另外一條通向波克羅夫斯克的重要通道。
11月19日与20日，乌克兰首次使用美国提供的ATACMS导弹系统与英国提供的暴风影导弹打击俄罗斯本土，此举被俄罗斯方面视作“战争的重大升级”。为回应乌克兰方面的攻击，俄罗斯于21日向乌克兰发射了总共九枚导弹，其中包括一枚匕首高超音速导弹和七枚Kh-101巡航导弹，以及一枚具有分导式多弹头设计的新型中程弹道导弹——榛树高超音速弹道导弹。 并宣布降低使用核武器的门槛。
2025年年初，庫拉霍韋被俄羅斯軍隊佔領；而烏軍也部分撤離大諾沃西爾卡，開源情報網站DeepStateMap.Live及視覺來源均顯示大諾沃西爾卡已被俄軍佔領。2月7日，俄羅斯國防部宣稱佔領托列茨克，烏克蘭軍方否認，波蘭智庫東方研究中心則指烏軍提供的作戰資訊已間接承認托列茨克失守。2025年3月，俄軍猛攻烏佔庫爾斯克州，並重奪蘇賈市中心。3月20日，烏克蘭軍隊進攻俄羅斯別爾哥羅德州。

### 間斷停火、俄軍加強進攻和鳥軍突襲（5月—現在）

#### 春季攻勢和「復活節停火」
4月，俄軍進一步加大攻勢，烏軍總司令亞歷山大·瑟爾斯基指俄軍已經開始發動春季攻勢，稱俄軍在戰線上的行動數量正在翻倍，同時俄國下令徵召16萬名18至30歲的男性，這是自2011年以來人數最高的一次徵兵。俄軍繼續向波克羅夫斯克、托列茨克和康斯坦丁尼夫卡等方向繼續進攻，奪回庫爾斯克州大量的土地，又對蘇梅及哈爾科夫發動新一輪攻勢。為了阻止俄軍把兵力調配到東部戰線，烏克蘭軍隊加強了對俄羅斯境內的進攻，一些指揮官抱怨稱這些行動導致了不必要的傷亡。4月19日，俄國總統普京宣布「出於人道考慮」，於復活節期間—傍晚6至星期日（21日）晚午夜12時暫時停止所有敵對行動，烏國總統澤連斯基回應同意停火，但批評俄羅斯方面沒有履行承諾、軍事行動仍然持續。5月8日至10日期間，俄羅斯再次宣佈停火。
6月，正值停火談判進行之際，《紐約時報》和戰爭研究所根據錄像確認俄軍進入聶伯彼得羅夫斯克州，此前芬蘭智庫「黑鳥集團」已記錄俄軍在一個月內佔領了烏克蘭超過200平方英里的領土。7月，俄國佔領區的官員聲稱俄軍「已完全控制盧甘斯克州」。美聯社認為俄國的目標是在全面停火之前最大限度地擴大領土，而由於俄軍無法直接攻佔波克羅夫斯克，針對該市的包圍行動必然會將戰火蔓延至聶伯彼得羅夫斯克州；如果俄軍能夠站穩腳跟、也將在談判中獲得更多籌碼。
8月，俄羅斯國防部聲稱佔領了戰略要城恰西夫亞爾，此前烏軍一直以此城市作為康斯坦丁尼夫卡的安全屏障。儘管大多數獨立分析人士認為俄羅斯的聲明為時過早，但戰爭研究所評估稱，俄羅斯「很可能在未來幾天內完全奪取恰西夫亞爾」；亦證實了托列茨克在8月7日被俄羅斯完全佔領的消息。

#### 蛛網行動
6月1日，烏克蘭發起代號為「蛛網」的行動、對俄國縱深的五座軍用機場發動FPV自殺無人機襲擊，烏克蘭《基輔獨立報》援引烏克蘭國防部情報總局消息及影片畫面稱，襲擊行動摧毀了包括圖-95、圖-22轟炸機及A-50預警機在內的俄軍總計41架戰機，其中一個襲擊目標是距烏克蘭8,000多公里的阿穆爾河地區，這起行動估計造成損失約70億美元、是自戰爭爆發以來最大規模的遠程攻擊。

## 國際反應及參與

### 反應

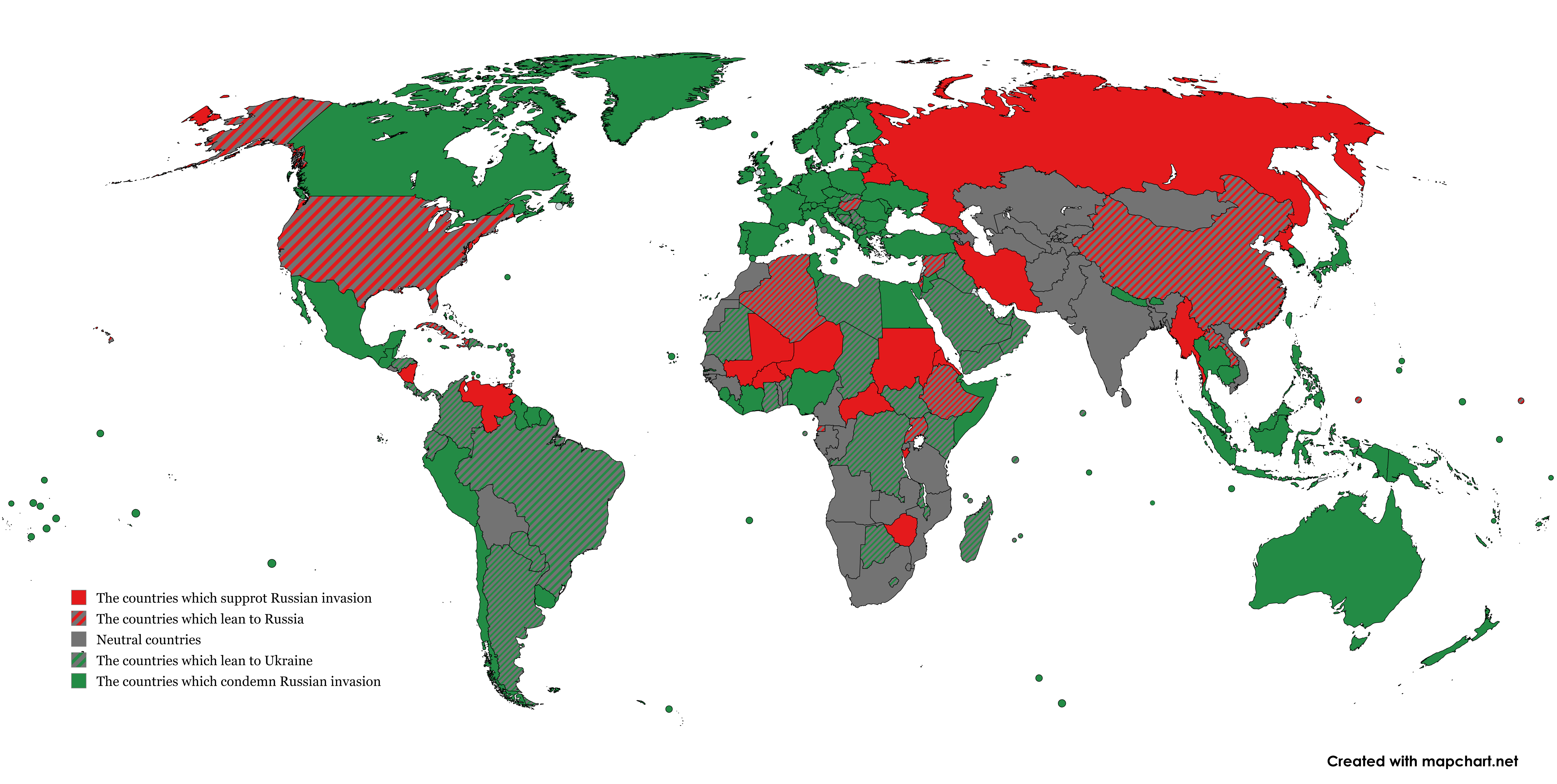
各國政府對俄羅斯入侵烏克蘭的反應（截至2025年2月）

俄羅斯對烏克蘭發動的侵略戰爭遭到國際社會廣泛譴責。2022年3月2日，联合国通过了第ES-11/1号决议，谴责了俄罗斯对乌克兰的侵略，要求俄国全面自乌国撤军，并撤销对顿涅茨克人民共和国与卢甘斯克人民共和国的承认。4月7日，联合国大会通过了一项决议，暂停俄罗斯在人权理事会的成员资格，之后俄罗斯宣布退出联合国人权理事会。2023年2月24日，聯合國再次壓倒性通過決議要求俄軍撤出烏克蘭，並且拒絕承認俄羅斯吞併烏克蘭領土的合法性。2022年3月3日，欧洲委员会以违反理事会条约和《欧洲人权公约》（ECHR）为由暂停了俄罗斯的资格。
此次入侵令到各國對俄羅斯實施新的制裁，對該國和國際經濟影響巨大；俄國有價值3500億美元的外匯儲備被凍結，俄國銀行約70%的資產被凍結。制裁迫使俄羅斯重新調整其石油轉向印度等非制裁國家出口，更依賴不受制裁的液化天然氣，並將煤炭出口從歐洲轉向亞洲。全球各國、聯合國以及志願組織均向烏克蘭平民提供人道主義援助，多國向烏克蘭提供軍援以協助其抗擊俄羅斯軍隊。俄羅斯聯邦安全會議副主席和前總理德米特里·梅德韦杰夫称西方對俄羅斯實施的制裁“不会改变任何事情”，并稱這是“政治無能”的標誌。

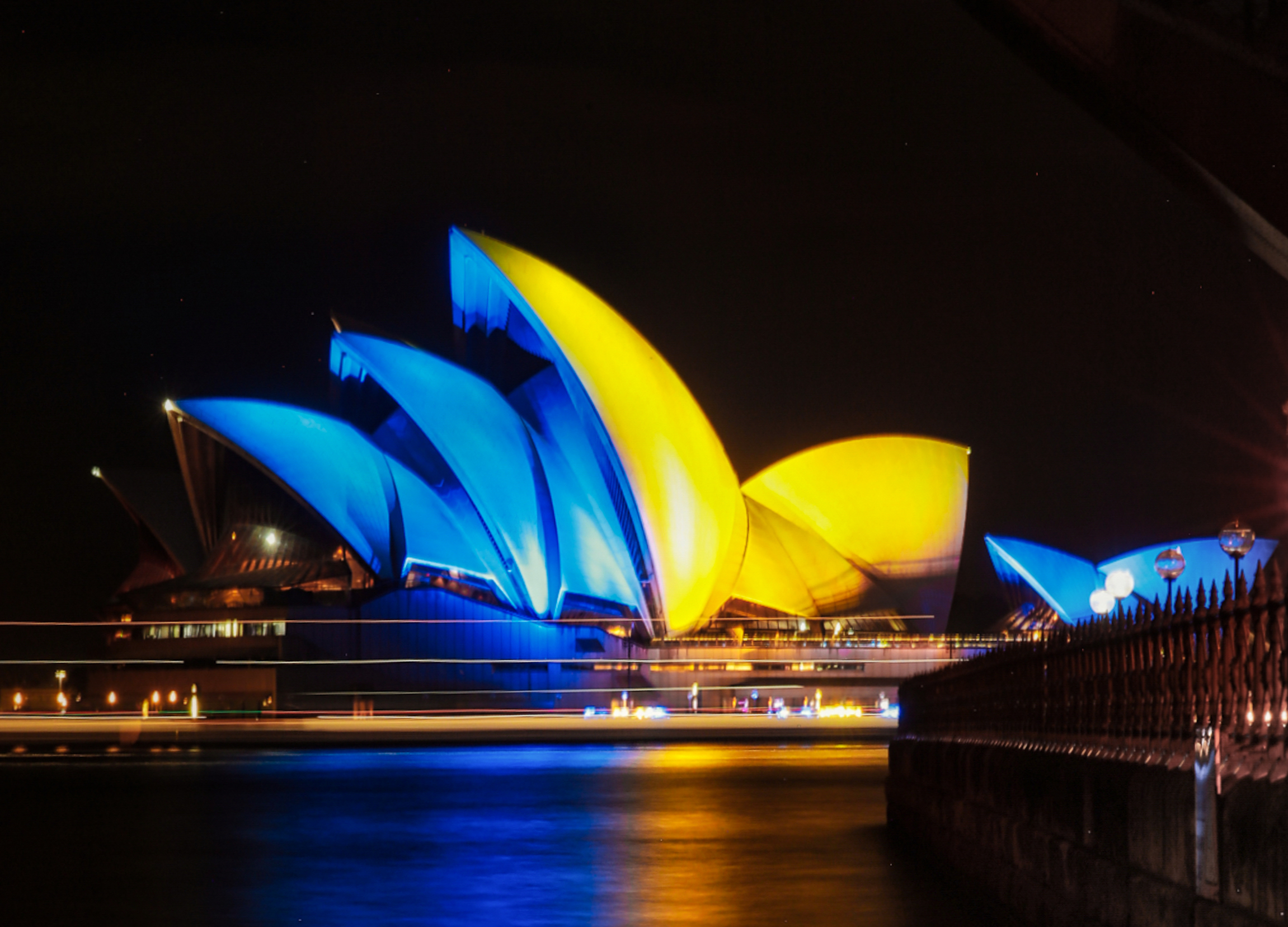
雪梨歌劇院。戰爭爆發後，全球多個知名地標均亮起藍黃色的光，以聲援烏克蘭人民

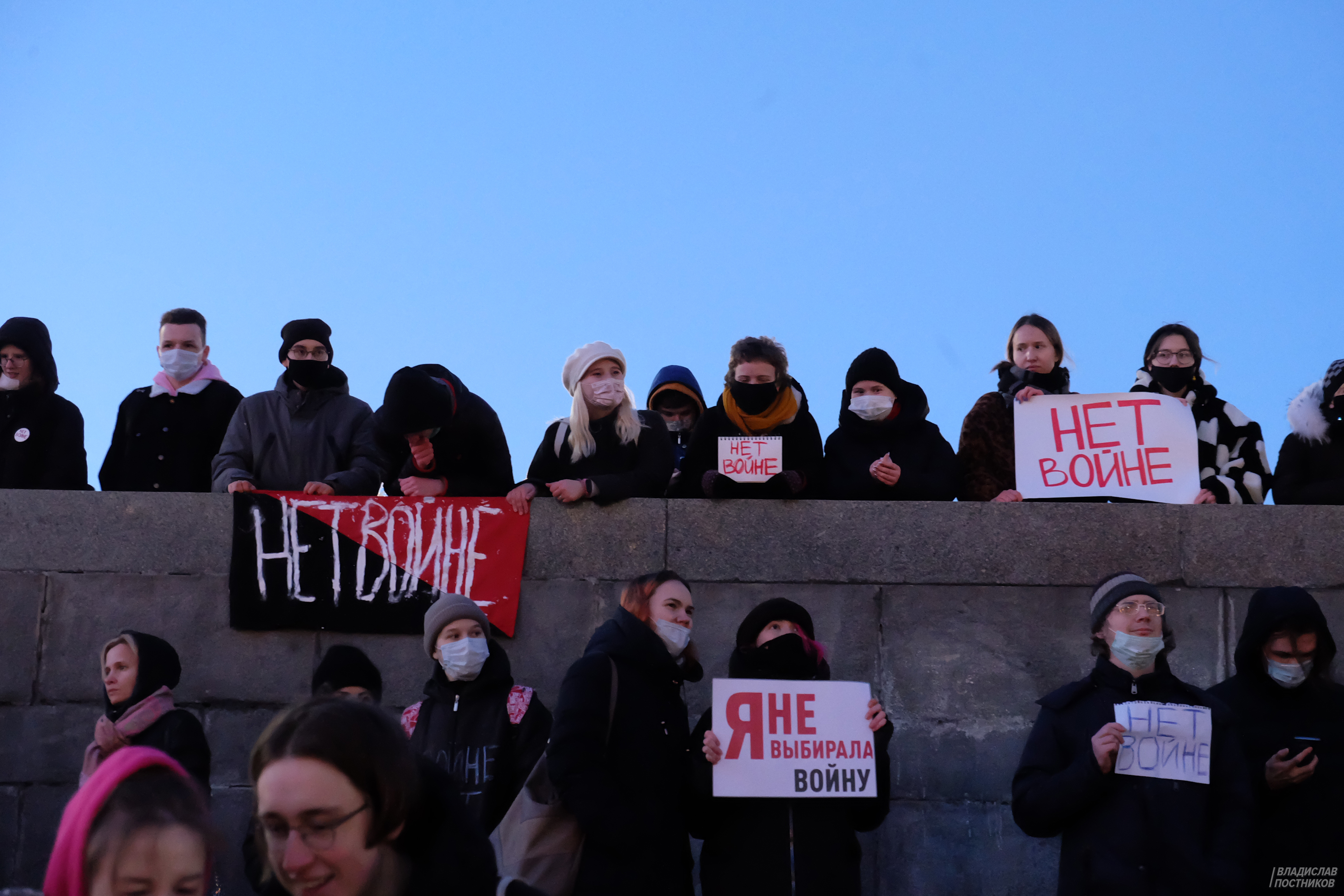
在葉卡捷琳堡參與反戰抗議的俄羅斯民眾，舉著寫著「Нет войне（不要战争！）」的標語

戰爭爆發後，全球各地以及俄羅斯本土均爆發反戰遊行、聲援烏克蘭，在俄羅斯佔領區也有烏克蘭民眾上街示威，在動員令下達之後俄羅斯再次發生大規模反戰遊行，俄羅斯政府則以封鎖網路及任意拘捕作為回應。近百間國際企業退出俄羅斯市場，多個俄羅斯國營媒體被社交媒體平台封鎖。作為回應，俄羅斯通過假新聞法、禁止外媒及本地記者散播關於戰爭的「假消息」，又封鎖外國傳媒網站。同時網民呼籲罷買俄羅斯產品，另外針對居外的俄羅斯人之反俄情緒也十分高漲、暴力事件頻發。
根據經濟學人智庫2023年的數據，全球31%的人口居住在傾向或支持俄羅斯的國家，30.7%的人口居住在中立國家，36.2%的人口居住在以某種方式反對或者明確反對俄羅斯的國家。一些國家（如中華人民共和國）默許支持俄羅斯的行為或鼓勵傳播對俄羅斯有利的虛假消息；許多居住在南半球的民眾對於同情俄羅斯入侵烏國，其中一個原因是對於美國外交政策的不滿，拉丁美洲國家則普遍保持中立態度。
2022年2月28日，澤連斯基签署了要求烏克蘭加入欧盟的正式请求。2022年3月1日，歐洲議會建議歐盟授予烏克蘭候選國地位，決議由637名議員支持。2022年6月23日，乌克兰正式获得欧盟成员国候选国地位。多個國家承認俄羅斯為恐怖主義國家，認定俄軍無差別攻擊平民、對烏國基礎設施或能源設施的襲擊屬於恐怖主義行徑。

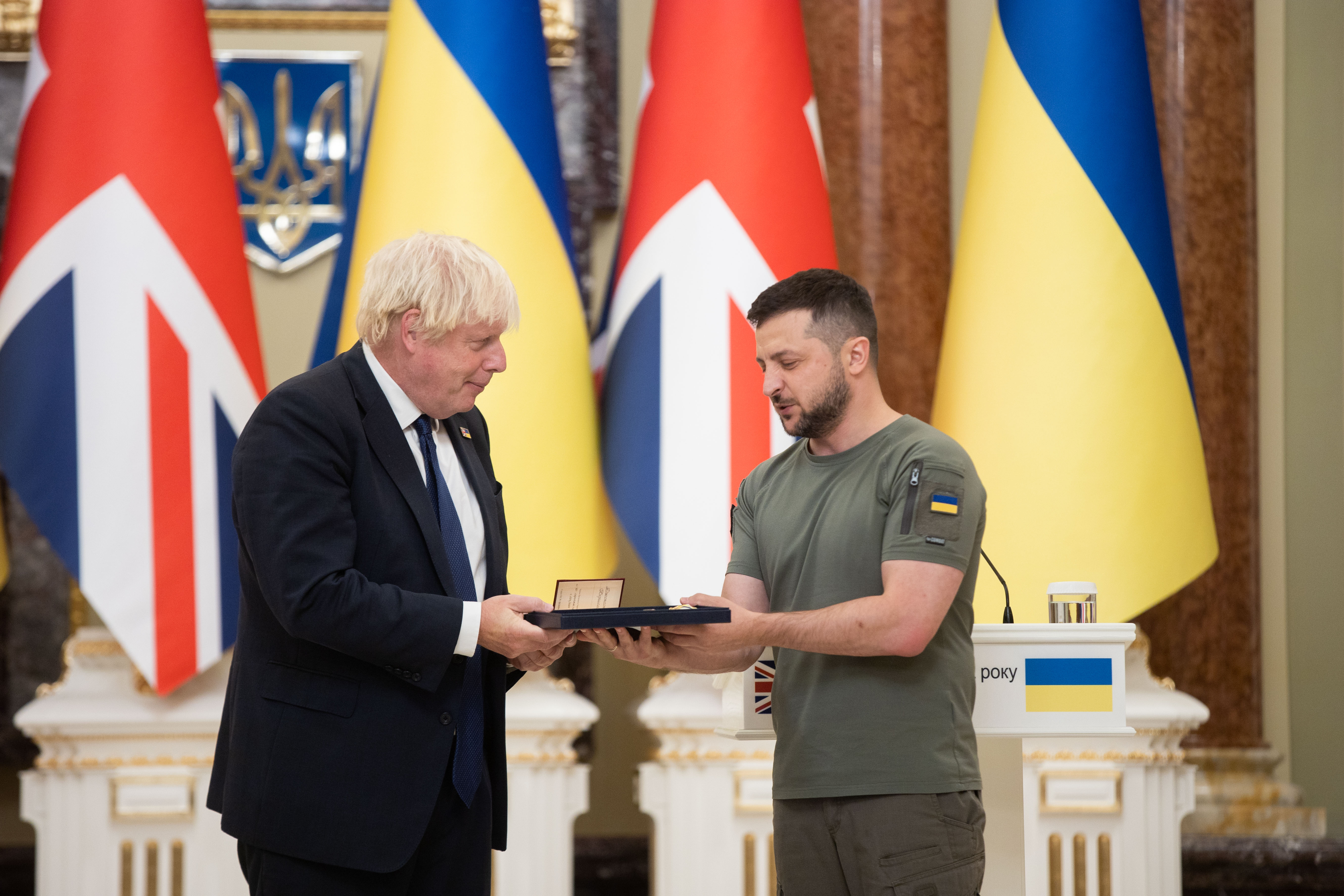
烏克蘭總統澤連斯基與英國首相鮑里斯·強森會唔

2022年6月，日本、韩国、澳大利亚和新西兰首次受邀出席在马德里举行的北约会议，以寻求在俄罗斯对乌克兰开战后大幅提升与北约的伙伴关系。同年7月，韩国为应付主要来自朝鲜，以及俄罗斯在对乌克兰的网络攻击为例，成为北约下属的网络防御卓越中心在亚洲的首位成员国。日本随后也在11月4日宣布正式成为网络防御卓越中心的主要成员。俄羅斯入侵烏克蘭促使长年保持军事不结盟的国家芬兰与瑞典申請加入北约，2月26日，俄羅斯外交部向瑞典和芬蘭發出威脅，若兩國加入北約將面臨軍事和政治上的嚴重後果。芬兰最终于2023年4月4日正式加入北约，瑞典于2024年3月7日正式加入北约。

### 對烏克蘭的援助

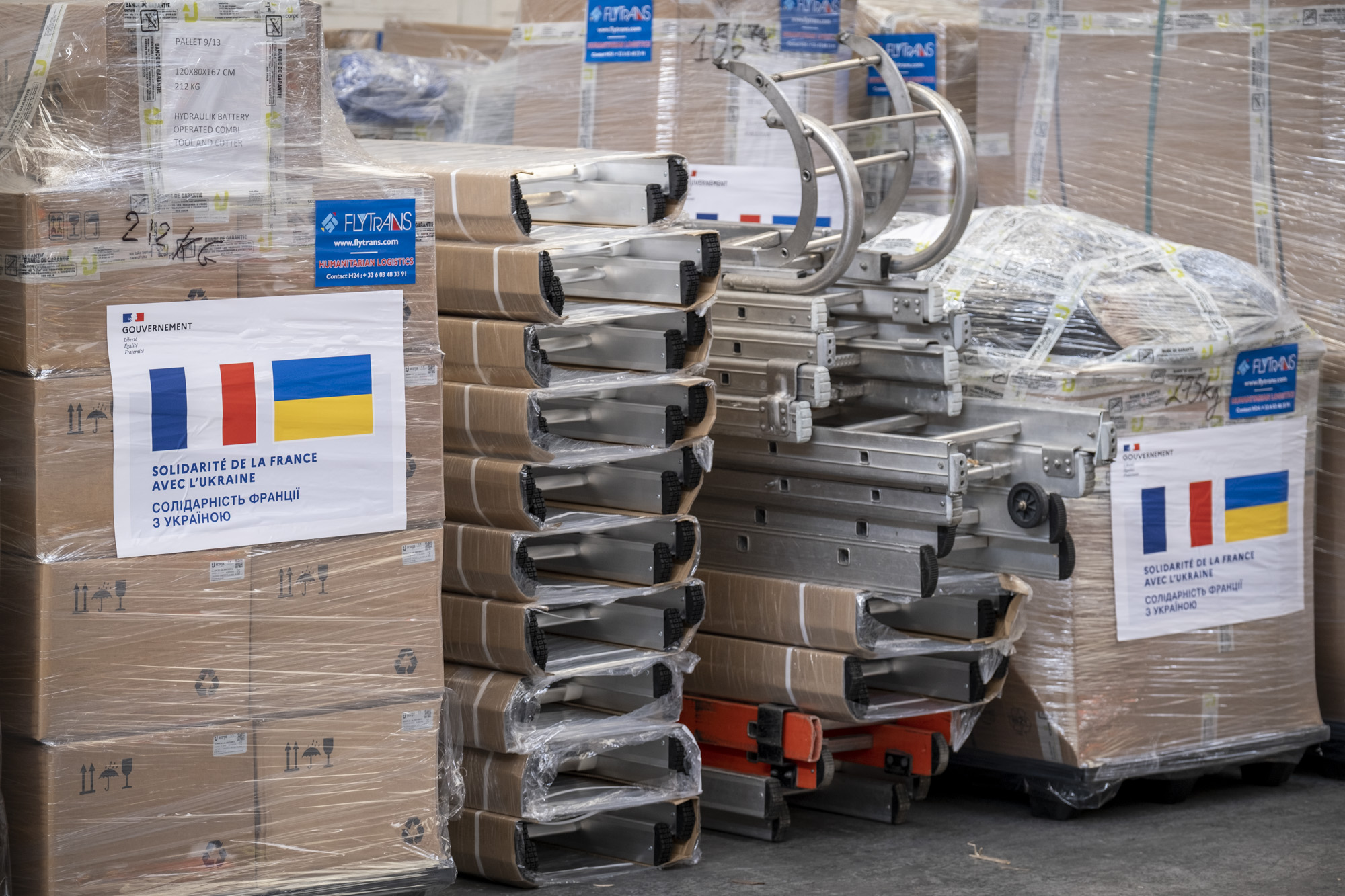
由法國送往烏克蘭的人道主義援助物資

世界各國對烏克蘭對烏克蘭提供軍事援助，同時針對俄國實施制裁以及譴責，制裁的覆蓋面涵蓋個人、銀行、企業、貨幣兌換、出口和進口，旨在削弱俄羅斯的經濟以及限制俄羅斯主要領導人的出行自由。美國是提供最多的軍事援助的國家，截至2024年，美國已經向烏克蘭提供近420多億歐元的軍事援助；美國國會在2024年4月23日通過法案、向烏克蘭提供610億美元援助，但美國政府同時也明確拒絕把美軍部署在烏克蘭。此外，包括德國、英國、丹麥等國家向烏克蘭提供軍援，歐盟也歷史性地首次向烏克蘭提供致命武器；全球向烏國軍援總額超過1180億美元。
另外，聯合國以及近百個非政府組織向烏克蘭平民提供人道主義援助，包括向至少350萬人糧食以及藥品，還有兒童教育、緊急住所和戰時性暴力倖存者支持，全球各國向烏克蘭捐贈27億人道主義物資。自俄罗斯入侵乌克兰后，2022年2月27日，乌克兰总统泽连斯基呼吁全球人士前往各驻乌大使馆，报名加入“国际志愿军”。3月1日，泽连斯基签署了一项行政命令，允许外国志愿者免签证入境乌克兰。2022年3月7日，烏克蘭外長库列巴稱截至當天有超過20,000名來自世界各地的志願者加入乌克兰领土防卫国际战队。烏克蘭政府也呼籲民眾以加密貨幣捐款，並且在數天內籌得數千萬美元加密貨幣。
2024年11月19日，美國總統拜登允許烏克蘭使用美製導彈攻擊俄國境內目標。在特朗普上任後，美國政府停止向烏克蘭提供軍事及情報援助，並且要求烏克蘭參與和平談判。

### 對俄羅斯的支持

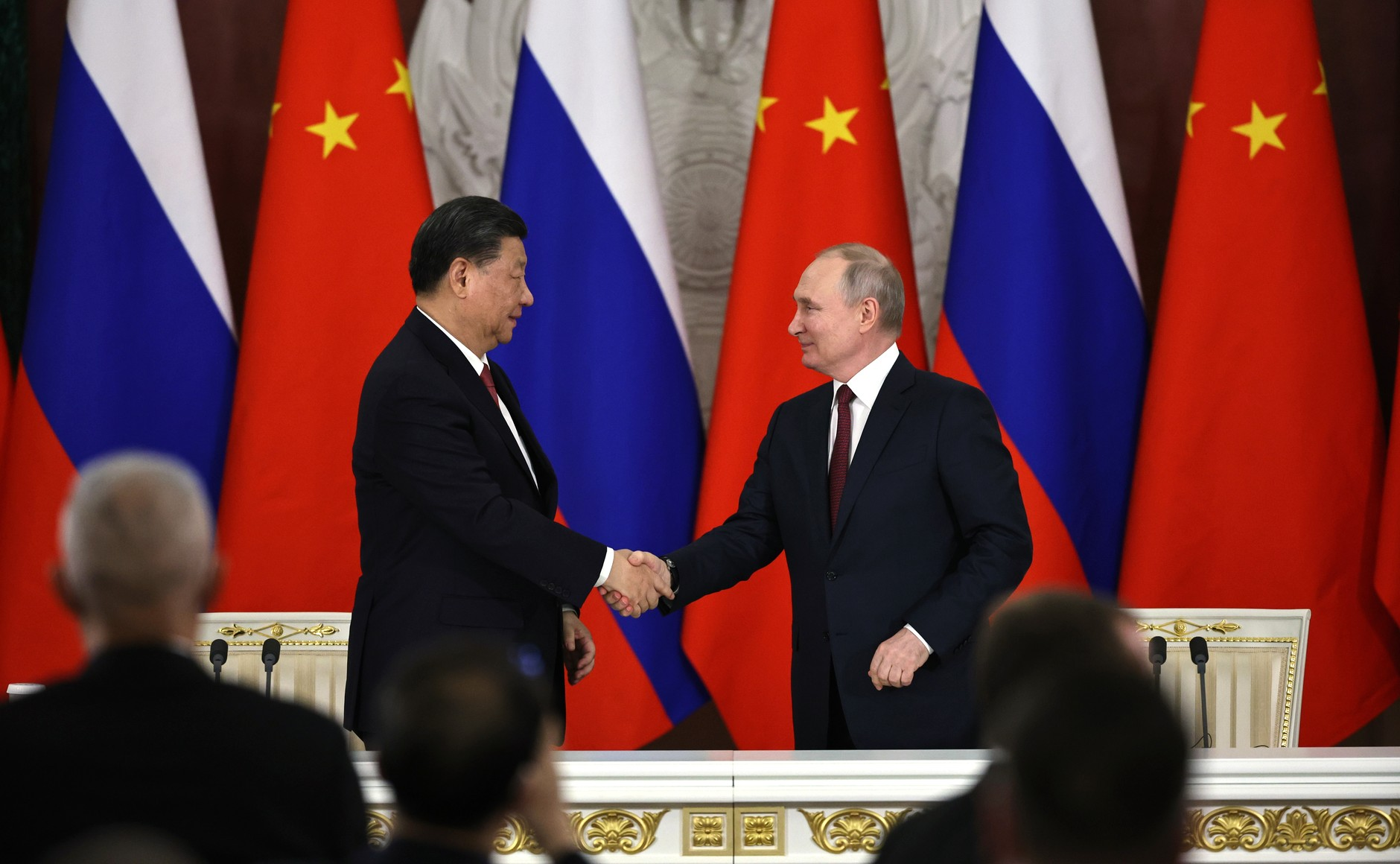
中國最高領導人、中共中央總書記習近平在2023年3月到訪俄羅斯與俄羅斯總統普京會談

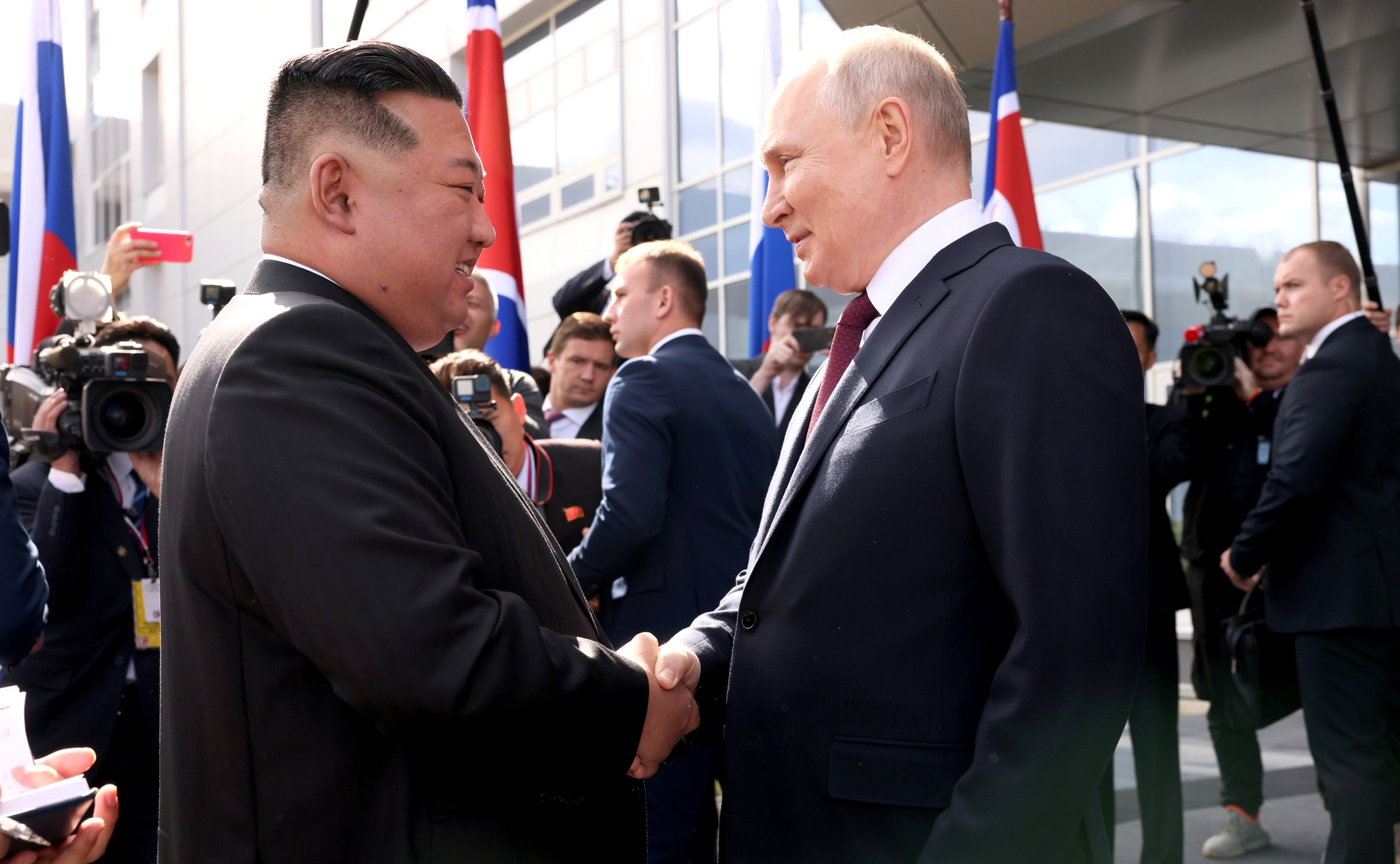
朝鮮最高領導人、朝鮮勞動黨總書記金正恩在2023年9月與俄羅斯總統普京會談

在戰爭期間，白俄羅斯允許俄軍在其領土內集結、發動軍事攻勢、部署核武器或者向烏克蘭發射導彈，又允許俄羅斯使用其領空，並且公開支持俄國入侵烏國、聲言「會向俄羅斯提供援助」。因為其積極性，白俄羅斯被視為在此場戰爭中俄國的戰時盟國，但不是共同參戰國（因為其行為尚未到達戰爭門檻），白俄羅斯總統亞歷山大·盧卡申科強調白俄軍隊沒有參戰。有報告指出，非正式交戰方可以使用大量方法規避戰爭法的管控。
新聞媒體《政客》分別在2023年3月和7月發表調查報道，指由中華人民共和國政府擁有的中國兵器工業集團有限公司從2022年6月起把武器運送到一家與俄羅斯軍方有密切聯繫的公司。一些中國製武器、防彈衣或無人機也透過土耳其和阿聯酋等國家運到俄羅斯。有歐盟官員也稱有跡象顯示中華人民共和國正向俄羅斯供應用於製造武器的零組件；有美國官員聲稱俄軍正在使用中國製彈藥。烏克蘭總統弗拉基米爾·澤連斯基稱中國為「俄羅斯犯罪聯盟」的成員，批評中國持續向俄羅斯提供協助。2025年4月9日，乌克兰俘虏了两名中国籍士兵張仁波和王廣軍，泽连斯基称俄军中的中国公民远不止两人，根据乌克兰方面的情报，有超过150名中国公民为俄罗斯作战。乌克兰外长西比哈称这一举动“令人质疑中国所宣称的和平立场”。 4月17日，泽连斯基称乌克兰情报机构已掌握中国向俄罗斯提供武器的证据，显示中方在俄罗斯境内参与部分武器的生产，并对三家中国公司实施制裁。5月26日，乌方称已确认中国正向20家俄罗斯军工企业供应物资。7月8日，乌克兰对另外五家被控向俄罗斯无人机提供零部件的中国公司实施制裁。
美國情報機構指伊朗持續向俄羅斯提供製造軍用無人機的原材料，並且計劃興建製造無人機的工廠，伊朗則稱僅在戰爭前曾經向俄羅斯提供少量無人機。路透社報導指出伊朗向俄羅斯運送導彈。2024年9月，美國與英國指控伊朗向俄羅斯提供短程彈道導彈，伊朗總統馬蘇德·裴澤斯基安則表示在其上任後沒有向俄國運送武器。伊朗直到2024年9月8日承认已向俄罗斯发送了伊朗弹道导弹，是因为德黑兰被迫与莫斯科进行易货贸易，并将该贸易的合法性与其在以哈战争的角色联系起来。
朝鮮民主主義人民共和國被认为向俄羅斯提供了武器及士兵；英國調查組織衝突武器研究在聯合國安理會進行報告，指出有證據顯示俄國用來攻擊烏國的彈道飛彈零組件來自於北韓；一些在哈爾科夫的導彈殘骸也被懷疑是來自北韓的。2024年6月19日，朝鲜劳动党总书记金正恩与俄罗斯总统普京签署了《全面战略伙伴关系条约》，两国已上升为军事同盟关系。有情报认为，朝鲜已派遣地面部队进入俄罗斯境内。2024年10月21日，韩国召见俄罗斯驻韩大使，要求平壤“立即撤回”派遣至乌克兰参战的朝鲜军队。俄罗斯驻韩国大使馆回应称，莫斯科与平壤之间的合作“是在国际法框架内”进行的，并不针对韩国的安全利益。克里姆林宫发言人德米特里·佩斯科夫称两国之间的合作“不针对第三国”。2024年10月23日，美国国防部长劳埃德-奥斯汀表示，朝鲜已向俄罗斯部署军队。北约发言人也证实朝鲜正在俄罗斯部署士兵。普京在24日的喀山金砖峰会上则回应称“这是我们自己的事”。2024年12月，首名朝鮮人民軍士兵於庫爾斯克州被烏軍俘虜。北约秘书长馬克·呂特表示，俄罗斯支持北韩核计画以换取军队参战。2025年4月28日，朝鮮勞動黨中央軍事委員會發布消息，證實朝鮮勞動黨總書記金正恩以戰況符合啟動《俄朝全面戰略夥伴關係條約》第四條規定的條件為由，決定派遣朝鮮人民軍支援俄羅斯入侵烏克蘭，並強調參戰部隊為俄羅斯作出了重要貢獻。除战斗人员外，朝鲜也向俄罗斯派遣了大量劳工。

### 其他界別

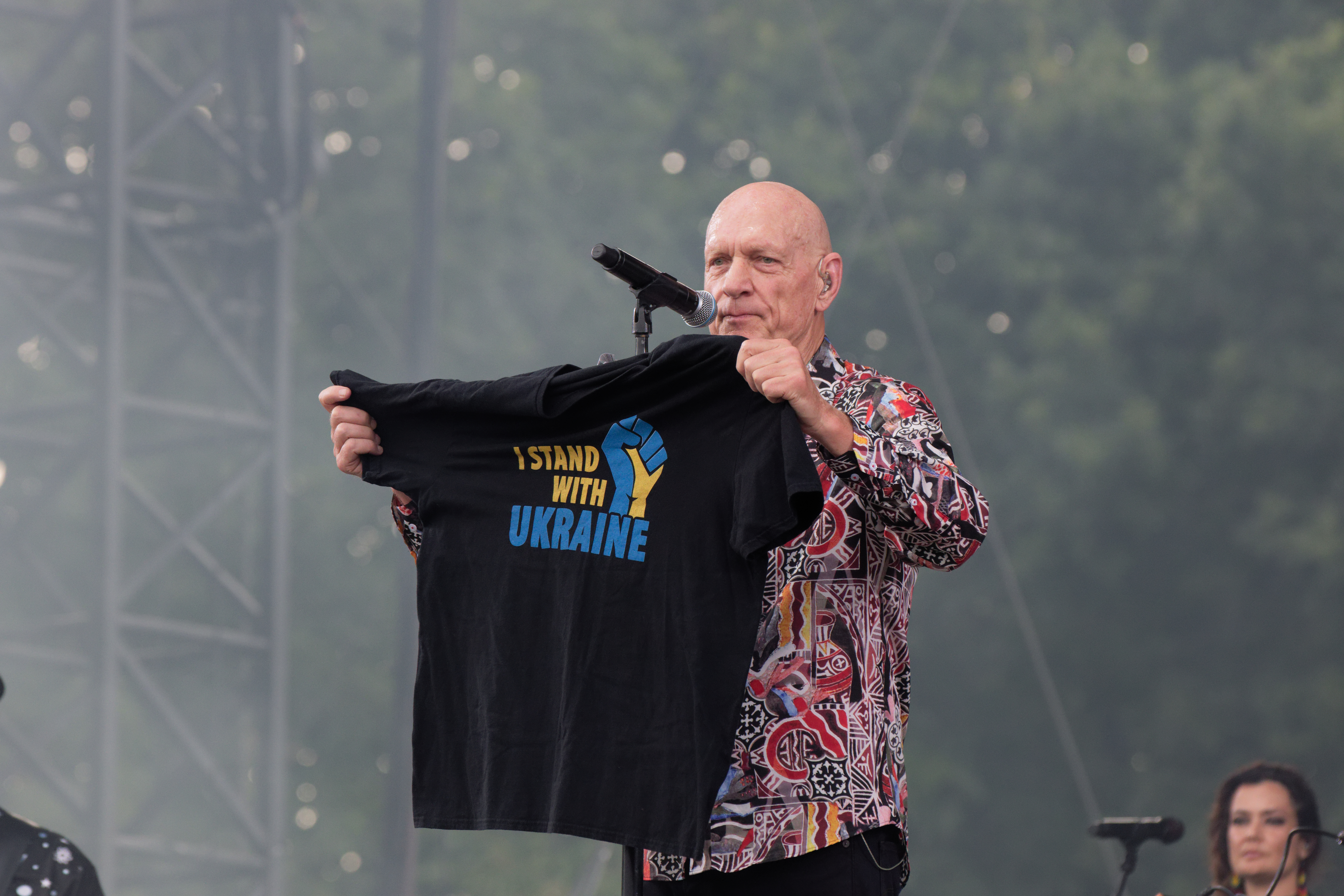
澳洲知名搖滾樂團午夜油的團員向觀眾展示印有支持烏克蘭標語的T裇

俄羅斯全面入侵烏克蘭後，包括國際足球總會、歐洲足球總會聯盟、溫布頓網球錦標賽等體育組織隨即宣布禁止俄國和白俄羅斯選手參賽。在2024年巴黎奧運，俄羅斯選手被禁止以國家名義參賽，也不許演唱俄羅斯國歌或者懸掛俄羅斯國旗。国际篮球联合会、国际皮划艇联合会、国际象棋联合会、世界冰壶联合会、国际自行车联盟等多组织亦禁止俄羅斯選手參賽。世界田径理事会于2022年3月1日宣布新的制裁措施中，禁止所有来自俄罗斯和白俄罗斯的运动员参加世界田径系列赛。歐洲歌唱大賽的主辦方也在2022年2月25日禁止俄羅斯選手參賽。
在宗教界，羅馬天主教教宗方濟各呼籲結束在發生在烏克蘭的「毫無意義的戰爭」，表示最敬佩願意為人民福祉而進行談判的人，然而方济各的观点也多次引发国际争议及国家与团体的不满，其中被视为是亲俄观点的言论更引发乌克兰的外交抗议。西藏精神領袖第十四世達賴喇嘛呼籲雙方應該以對話解決分歧，期望烏克蘭能盡快恢復和平。君士坦丁堡普世牧首巴多羅買一世和烏克蘭正教會首席主教伊皮法紐斯均譴責俄羅斯對烏克蘭的入侵。俄羅斯東正教牧首基里爾則支持俄羅斯的侵略行為，引起其管轄的烏克蘭東正教之神職人員集體抗議。
娛樂產業方面，2022年格拉斯哥影展主辦方撤回兩部俄羅斯電影，華特迪士尼公司、華納兄弟和索尼影業暫停即將在俄羅斯上映電影，有支持普京的樂團指揮被解職，在其他方面也遭到抵制。莫斯科GES-2博物館公開宣佈會在戰爭期間閉館。全球近17,000名文藝創作者聯合聲明，呼籲停止戰爭。有俄羅斯的藝術家和表演者因公開反對戰爭的立場，而遭到俄國政府封殺。
包括匿名者在內的多個黑客組織對俄羅斯政府網站以及其國營媒體發起網路攻擊，以抗議俄國入侵烏克蘭的舉動，最後導致大量機密文件被洩漏、網站被迫停運或癱瘓。

## 影響

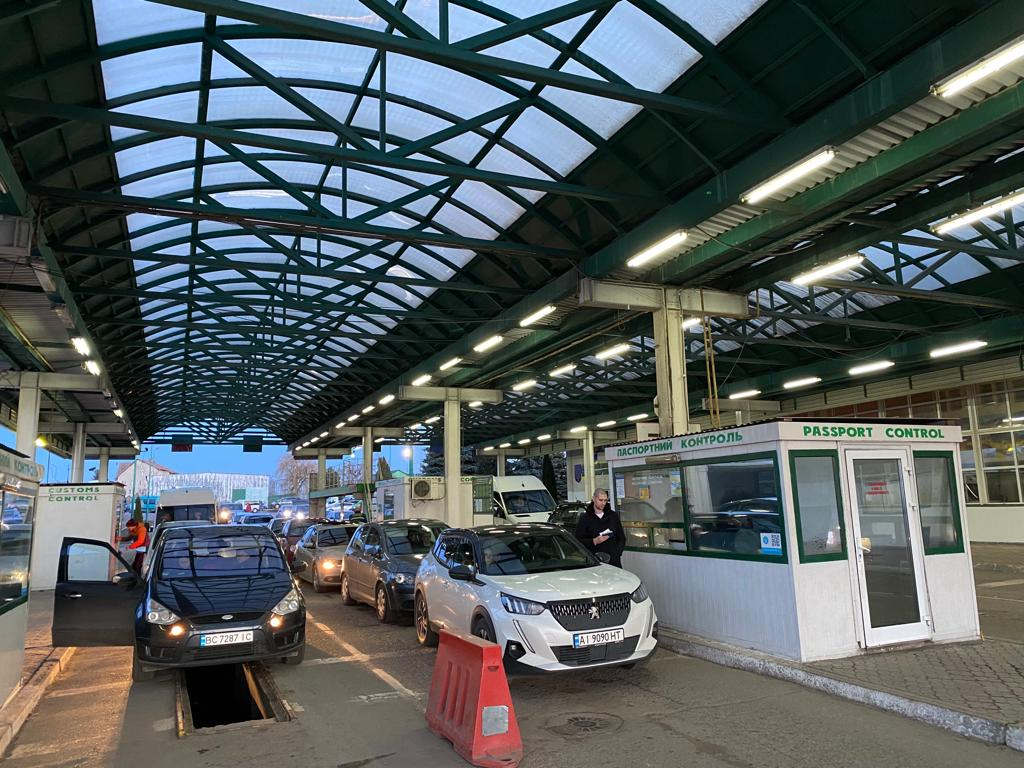
在乌克兰西部的边境哨所中等待撤离的难民

### 難民危機

烏克蘭難民移動路線（綠）與歐洲援助物資路線（藍）

這場戰爭在歐洲造成了自1990年代南斯拉夫內戰以來最大的難民和人道主義危機，聯合國表示此为二戰以來發展最快的难民危機。大部分难民最初进入了乌克兰西部邻国（波兰、斯洛伐克、匈牙利、罗马尼亚和摩尔多瓦）。僅在2022年，便有超過500萬人逃往鄰國，而700萬人仍在烏克蘭境內流離失所。
根据联合国难民署（UNHCR）的最新报告显示，截至2024年7月，欧洲有超过600万已登记的乌克兰难民，在欧洲以外则有超过50万难民。2023年，有近1100萬名難民選擇返回烏克蘭。

### 糧食危機
在戰爭之前，烏克蘭每年向全球供應4500萬噸糧食，能滿足6億人需求；全球多國高度依賴烏克蘭小麥，其中摩爾多瓦、黎巴嫩、卡達依賴度最高，從烏克蘭進口占比分別為92％、81％、64％。中東、北非、南亞國家均高度仰賴俄烏兩國出產的糧食。戰爭爆發後，烏克蘭糧食出口和生產大幅下降、糧食供應成本飆升，加上全球各地災害頻繁、氣候變化影響，引發糧食危機；戰爭也同時打亂供應鏈，導致食品價格不斷上升。
烏克蘭的糧食出口主要依靠海運，但戰爭爆發後烏克蘭在亞速海、黑海的港口接連遭俄羅斯軍事封鎖，且俄軍刻意破壞基礎設施與農田，導致產量銳減幾倍；雖烏克蘭改採陸路出口緩解，不過陸路出口總量遠低於海運量。為挽救糧食危機，烏克蘭和俄羅斯於2022年7月22日簽署《黑海谷物倡议》，允許運送糧食的船隻進出烏克蘭港口；截至2022年10月，烏克蘭成功透過協議、對外輸送了930萬噸糧食，但是仍然有許多船運公司拒絕將貨船送入黑海，有些公司表示他們害怕被俄軍襲擊或者撞到水雷。
2023年7月，在俄羅斯連接克里米亞半島的大橋再次被襲擊後，俄羅斯單方面宣佈中止《黑海穀物倡議》；結果導致全球小麥價格再次上升。

### 对国际經濟的影响

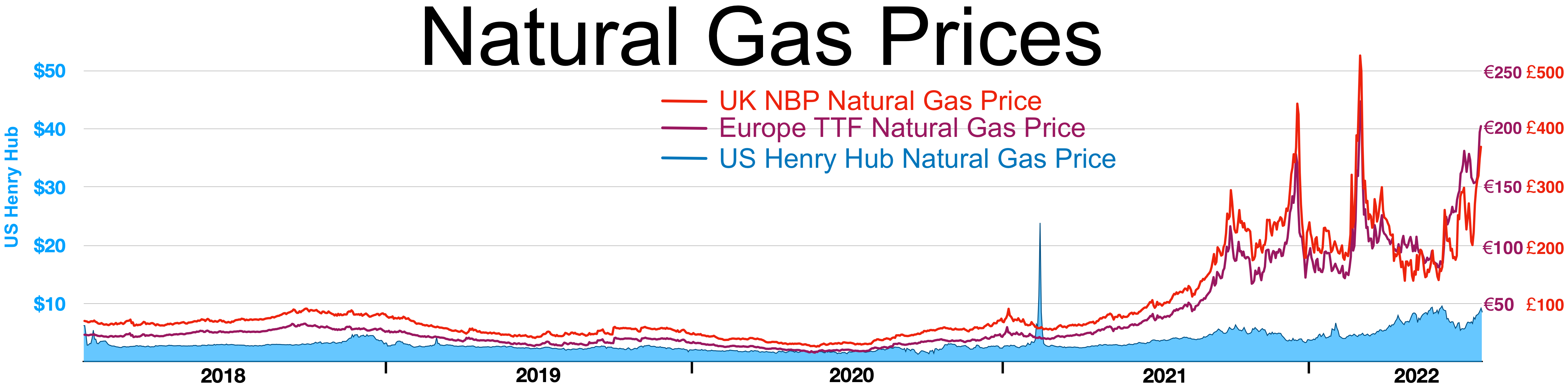
歐洲和美國天然氣價格，可見自2022年起價格明顯上升

戰爭导致布蘭特原油價格自2014年以來首次升至每桶100美元以上。国际能源署决定释放6,000万桶原油储备。 為應對襲擊，小麥價格已經飆升至2008年以來的最高水平：俄羅斯和烏克蘭生產了全球30%的供應。衝突導致的小麥價格飆升已經給高度依賴俄羅斯和烏克蘭小麥出口的埃及等國家帶來了壓力，並引發了對社會動蕩的擔憂。全球的小麥價格已經比前一年上漲了37%，在北非和中東正在經歷20多年來最嚴重的干旱。芝加哥期貨交易所基準的3月小麥期貨合約在2月25日達到2012年以來的最高價格，玉米和大豆價格也飆升。此外由於烏克蘭港口關閉導致許多貨物無法從烏克蘭出口至世界各地，英國、西班牙、意大利、土耳其等國出現葵花籽油搶購潮。
俄國侵烏戰爭引爆全球性通貨膨脹，國際貨幣基金組織在2022年發布的《世界經濟展望》報告指出全球通貨膨脹率將會進一步升高至3.2%，同時預計各國央行為應對通貨膨脹而加息，或會導致債務國壓力加重，同時導致全球股匯市動盪。世界銀行警告戰爭將對大宗商品市場造成自1970年代以來「最大的衝擊波」，通貨膨脹已經開始產生巨大經濟和人道主義影響。戰爭引發歐洲經濟衰退，其引起的通貨膨脹也席捲亞洲。在2022年末，日圓兌美元匯率一度貶破150日圓關卡。進口成本大幅提高，酒類、油價、麵粉價格紛紛上升。消費者物價指數方面，自戰爭爆發起歐元區漲幅8.9%、美國漲幅8.5%、新加坡漲幅7.0%、南韓漲幅6.3%等，全球性通貨膨脹仍持續蔓延中。
对俄罗斯制裁导致欧洲天然气价格暴涨，3月7日，欧洲天然气期货价格突破3800美元每千立方米。當天伦敦金属交易所三个月期镍上涨22.1%，至每吨35,305美元。3月8日，美国原油期货创下13年来最高收盘价，黄金期货创下2020年8月以来最高收盘价。當天伦敦金属交易所暫停镍交易，暫停時間將持續一周。石油输出国组织第二大产油国伊拉克3月石油出口额近111亿美元，创半世纪以来的最高水平。美国3月液化天然气出口增长近16%，創下最高紀錄，其中大部分銷往歐洲。
战争第2年，全球最大投资公司贝莱德呼吁西方企业应该重新考虑与中国的关系，尤其是中国是俄罗斯最大经济支持的问题。

### 環境影響

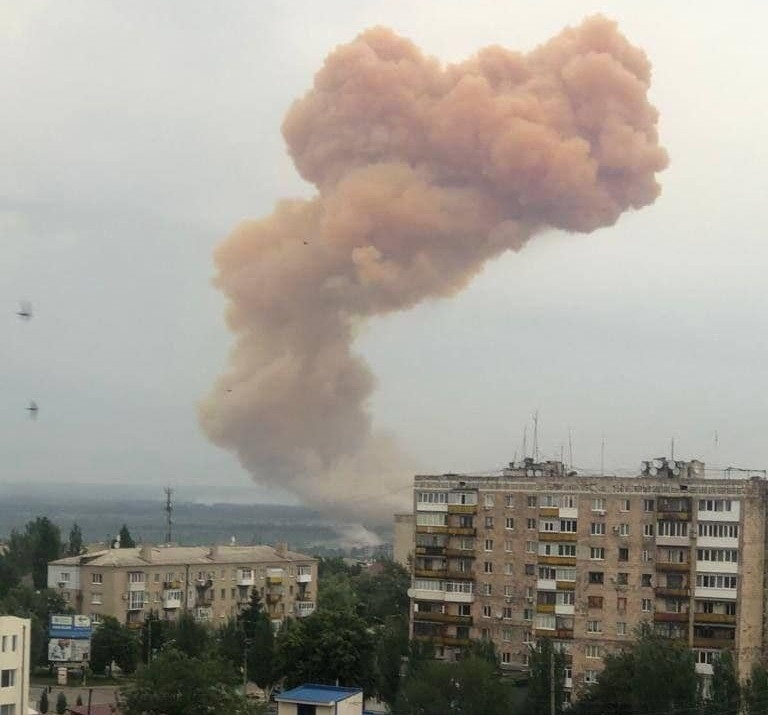
阿佐特化工廠遭到俄軍襲擊，冒出濃煙

自俄國全面侵烏，戰爭估計造成約為3,300萬噸的溫室氣體排放，其中有2,300萬噸的二氧化碳來自衝突造成的火災。而未來烏克蘭在重建過程中，可能會排放4,900萬噸二氧化碳。烏克蘭環境部估計，戰爭造成的土地、水和空氣污染損失高達514億美元。烏克蘭境內的化工廠也成為軍事襲擊目標、對環境造成嚴重污染；2022年4月，位於盧甘斯克州魯比日內市的一間化工廠遭到襲擊，導致80噸硝酸泄露，影響了方圓7平方公里的地區。
污水處理廠、泵站等基建也遭到了嚴重破壞，俄軍針對輸水管道的襲擊導致烏克蘭多地的供水中斷，針對污水處理廠的襲擊導致未經處理的污水直接排入河流，對河內以及沿岸的生物多樣性構成嚴重威脅，並導致烏克蘭境內近140萬居民無法獲得安全飲用水。約124萬公頃的自然保留區受到戰爭影響，危及許多稀有品種植物。《華爾街日報》報導指，戰爭中釋放的污染物增加烏克蘭平民罹患癌症和呼吸系統疾病以及兒童發育遲緩的風險。
卡霍夫卡水壩潰決事件引發對於該事件造成的生態滅絕之警告。根據英國衛星分析報告顯示，俄軍在車諾比隔離區內挖掘戰壕、大興土木，並多次故意砲擊當地，導致將原來深層的高輻射泥土帶到表層，讓該地區放射性核種的流動再度活躍；而烏軍透過炸毀水庫以阻止俄軍越過頓內次河的行為導致當地水位急劇下降、近二百萬條魚死亡。

## 傷亡
平民和军人的伤亡数字无法做出确切的估计。据称俄羅斯和烏克蘭的消息來源都誇大了敵對部隊的傷亡人數，並為了鼓舞士氣而淡化了自己的損失。洩漏的美國文件稱，“俄羅斯系統內的傷亡報告不足，凸顯了軍方持續不願向指揮系統傳達壞消息”。俄羅斯新聞媒體基本上已停止報道俄羅斯死亡人數。

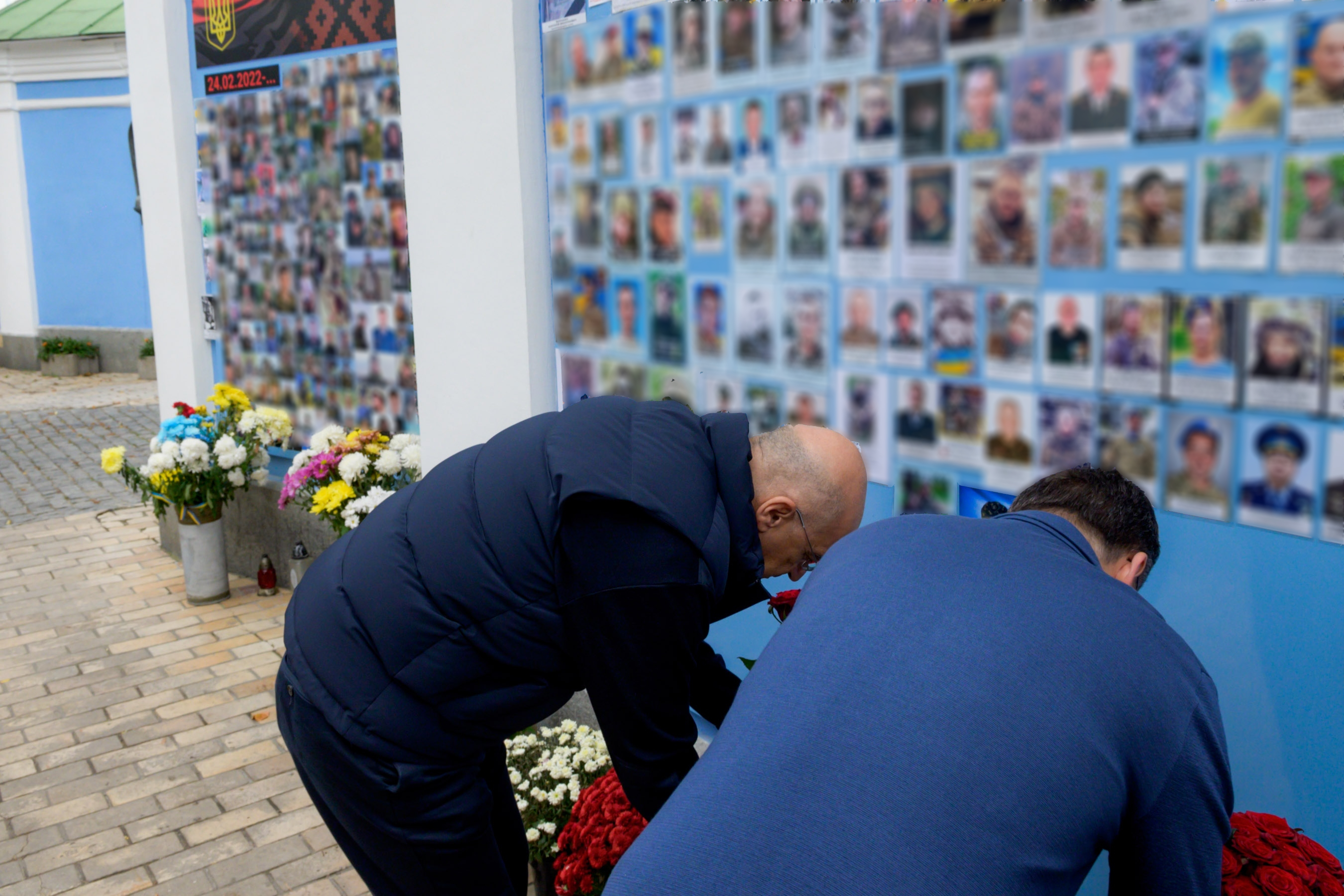
自2022年陣亡的烏克蘭軍隊士兵相片

2022年9月21日，俄国防部长绍伊古表示有5,937名俄罗斯士兵在战争中丧生。自此之后，俄政府很少再公布后续的死亡人数。根据BBC俄语和俄罗斯独立媒体Mediazona的联合调查显示，至2024年7月有超过59,000名俄罗斯士兵死亡并已确认姓名。另外一项根据遗嘱登记处的数据进行的估算认为俄军约有12万人死亡。《经济学人》根据美国国防部泄露的文件进行了粗略的估计，认为至2024年6月战争已造成462,000 -728,000名俄罗斯士兵伤亡。
另一方面，乌克兰总统泽连斯基在2024年12月8日表示，自战争爆发以来已造成了43,000名士兵死亡，37万士兵受伤；烏克蘭政府內部洩露文件則指烏軍有8萬名士兵陣亡。平民伤亡方面，根据联合国人权事务高级专员办事处的统计，至2024年11月战争已造成至少39,000名乌克兰平民伤亡。

## 戰争罪行

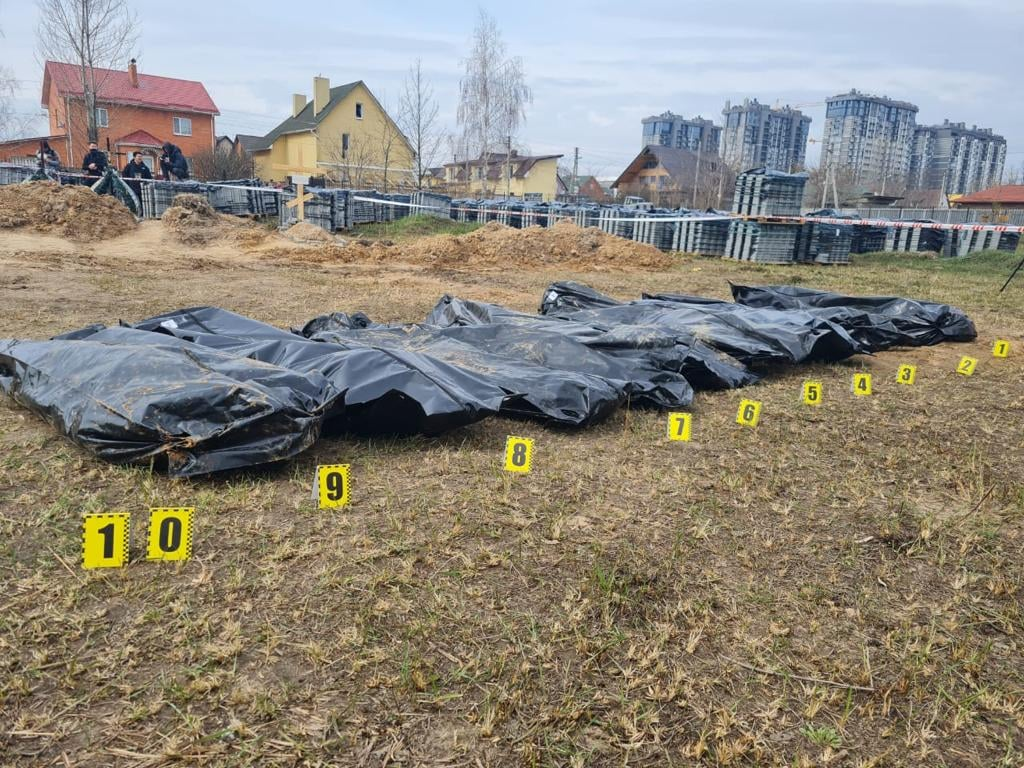
烏克蘭國家警察在曾被俄軍佔領的布查亂葬崗發掘出的平民屍體，有些屍體附帶虐待毆打、雙手綑綁、甚至被性侵犯的痕跡，肇事者為俄羅斯軍隊

自全面入侵開始後，俄羅斯及其武裝部隊在烏克蘭境內對平民及戰俘實施酷刑、草率處決，對平民區進行不分青紅皂白的轟炸和襲擊、攻擊基礎設施，以及針對婦女的性暴力。聯合國人權理事會設立的調查委員會認定俄羅斯當局在烏國境內犯下廣泛的戰爭罪行。2022年2月25日，国际特赦组织称发现「无可辩驳的证据」表明俄罗斯违反国际人道主义法，俄罗斯的一些攻击行动可能构成战争罪。国际特赦组织称俄罗斯军队对平民区进行了不分青红皂白的攻击，并攻击了医院。2月27日，泽连斯基表示乌克兰已向海牙国际法庭起訴俄罗斯。 
4月2日，俄罗斯军队离开距离首都基辅30公里的布恰后留下大量平民尸体的现场直播片段被发布。有证据表明，俄罗斯军队在占领该地区期间犯下了诸多暴行，《紐約時報》以及國際特赦組織均指出俄羅斯軍隊殺害平民。烏克蘭國家警察對布查事件展開調查，將大片區域視為犯罪現場。有些人聲稱平民是被炮火炸死的，但其他人則表示發現死者的雙手被綁在背後。布查市長說，平民被俄羅斯軍隊擊中後腦勺。在2022年乌克兰哈尔科夫反攻，被乌军解放的伊久姆发现许多大型乱葬岗，其中其中一个乱葬岗至少埋有445具乌克兰平民的尸体。根據烏克蘭當局的說法，一些屍體的雙手被反綁在背後，並顯示出遭受酷刑的跡象。

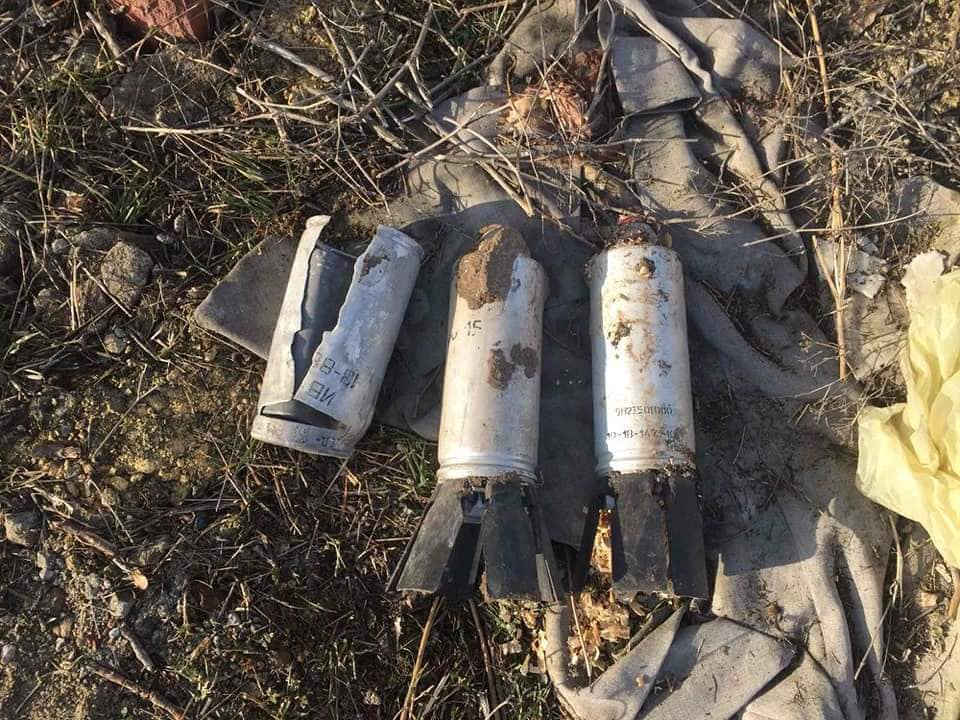
尼古拉耶夫州內被檢獲的集束彈藥未爆彈

俄羅斯也多次使用違禁武器，如集束炸彈、白磷彈。《福布斯》估計俄羅斯截至2023年末，至少使用了465次的化學武器，當中包括被《禁止化學武器公約》所禁用的致命性催淚彈。《每日電訊報》的一項調查得出結論稱，「俄羅斯軍隊正在對烏克蘭士兵進行系統性的非法化學攻擊」。俄羅斯也在佔領區內綁架兒童，烏克蘭當局估計有近19,000名烏克蘭兒童被驅逐到俄羅斯，並且被俄羅斯政府灌輸政治思想、強迫進行軍事訓練。俄佔區下的烏克蘭民眾被迫放棄其國籍，否則將被剝奪醫療保健和其他權利，任意拘留、強迫失蹤、酷刑、鎮壓抗議和禁止言論自由、強迫俄羅斯化及壓制烏克蘭語言和文化等一系列侵犯人權之行為在俄佔區內也層出不窮。俄軍強迫佔領區內的平民勞動、又使用人肉盾牌掩護撤退。俄羅斯當局指控烏克蘭也使用了人肉盾牌，但此類指控被認為是俄國為逃避其襲擊導致的大量平民傷亡的戰爭罪責任。
俄國政府將烏國平民從烏克蘭強迫遷徙和驅逐至俄羅斯，又被指控設立過濾營，許多平民在過濾營內遭受拘留與酷刑及其他不當對待，相關行為被認為構成戰爭罪行。
2023年3月17日，國際刑事法院向俄羅斯總統普京和俄羅斯兒童權利專員瑪莉亞·路芙娃-貝洛娃發出逮捕令，指控他們涉嫌非法驅逐兒童到俄羅斯境內，構成戰爭罪行。2024年3月5日，國際刑事法院向兩名俄軍高級將領發出逮捕令，指他們對多項戰爭罪和危害人類罪負有個人刑事責任。6月25日，國際刑事法院向俄羅斯國防部長謝爾蓋·紹伊古和總參謀長瓦列里·格拉西莫夫發出逮捕令，指他們攻擊民用基礎設施、以及違反危害人類罪。
2025年7月9日，欧洲人权法院裁定俄罗斯违反多项国际人道主义法。

## 和平努力

截至2023年1月，俄羅斯總統普京承認俄羅斯對所吞併領土（如圖）的主權是與烏克蘭進行和平談判的條件。

俄罗斯和乌克兰于2022年2月28日、3月3日和3月7日在白俄罗斯和乌克兰边境的戈梅利地区举行了和平谈判，并于3月10日在土耳其举行了进一步会谈，并于3月14日开始了第四轮谈判。7月13日，烏克蘭外長德米特罗·库列巴表示，和談暫時凍結，乌克兰必须在谈判开始之前首先收复该国东部失去的领土。 7月19日，俄羅斯前總統、俄羅斯國家安全會議副主席德米特里·梅德韦杰夫說：“俄羅斯將實現其所有目標。和平將會實現——按照我們的條件。”9月下旬，俄罗斯吞并乌克兰四州后，泽连斯基宣布乌克兰在普京担任总统期间不会与俄罗斯进行和谈，并于10月初签署了一项禁止此类谈判的法令。 普京的發言人德米特里·佩斯科夫和俄羅斯外交部長謝爾蓋·拉夫羅夫表示，任何和平計畫都只能在烏克蘭承認俄羅斯對其2022年9月從烏克蘭吞併的地區擁有主權的基礎上進行。 乌克兰则反提案，并要求莫斯科归还被占领的乌克兰领土并支付战争损失。 2023年1月，普京的發言人佩斯科夫表示，“目前沒有透過外交手段解決烏克蘭週邊局勢的前景”。

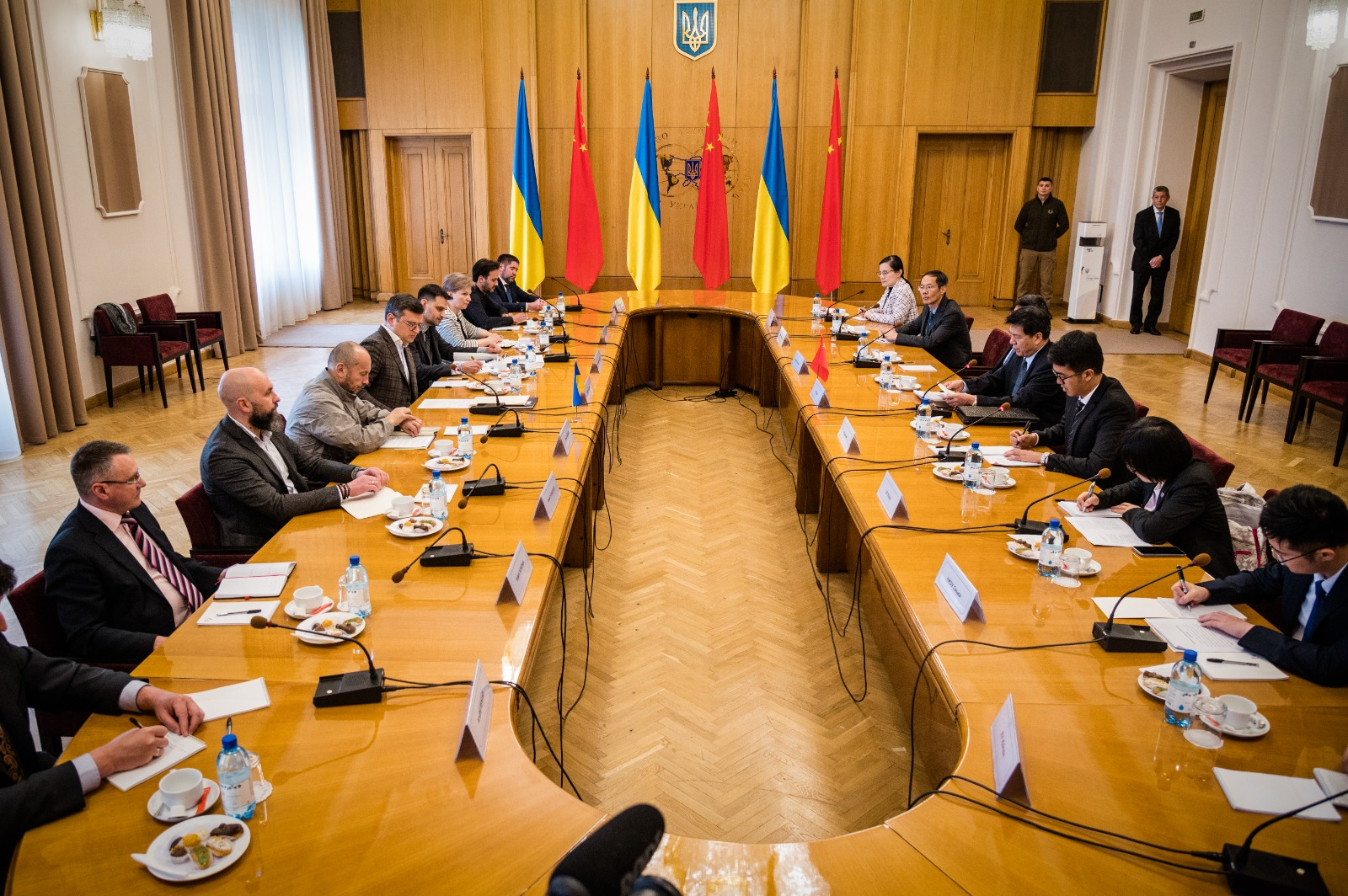
中國大陸和平特使李輝在基輔會見烏克蘭外交部長德米特羅·庫列巴

2023年4月26日，中華人民共和國領導人習近平與烏克蘭總統弗拉基米爾·澤連斯基通電話，表示中方將派中國政府歐亞事務特別代表赴烏克蘭等國訪問，就政治解決烏克蘭危機同各方進行深入溝通。尽管乌克兰对中国愿意发挥影响力让俄罗斯撤军的景愿不持有任何期待，乌克兰最高拉達议长与前外交部長认为，除非乌克兰在对俄战争取得重要胜利之前，中国依然会继续保持「親俄中立」。2023年5月，联合国秘书长安东尼奥·古特雷斯表示，结束俄罗斯-乌克兰战争的和平谈判“目前不可能”，并表示俄罗斯和乌克兰显然“完全陷入了这场战争”，并且彼此确信能取得胜利。 2023年6月，乌克兰国防部长奥列克西·雷兹尼科夫表示，中国、巴西和印度尼西亚提出的和平计划是代表俄罗斯进行调解的尝试，并表示“他们目前都想成为俄罗斯一方的调解人。这就是这种调解的原因目前根本不适合我们，因为它们不公正。”他说，如果北京能够说服俄罗斯归还所占领的领土，乌克兰才愿意接受中国作为俄乌和谈的调解人。2023年12月，《纽约时报》报道称，普京自2022年9月起就通过中间人一直发出信号表示“他愿意达成停火协议，冻结目前战线的战斗”。乌克兰人和乌克兰支持者对此表示怀疑，批评称这可能是俄罗斯一种不真诚的机会主义公关策略，目的是让俄罗斯有时间重建虚弱的军队，然后再发动新的攻势 自2022年以来，人们就开始担心这个问题。2024年5月，克里姆林宫消息人士告诉路透社，普京希望避免采取不受欢迎的举措，例如进一步全国动员和增加战争开支。2024年9月25日，烏克蘭總統弗拉基米爾·澤連斯基拒絕了中國與巴西提出的和平方案，他在聯合國大會上公開指責中華人民共和國一方面兜售存在缺陷的和平方案，一方面又在幫助俄羅斯瞄准烏克蘭的核電設施。

### 2025年至今的進展

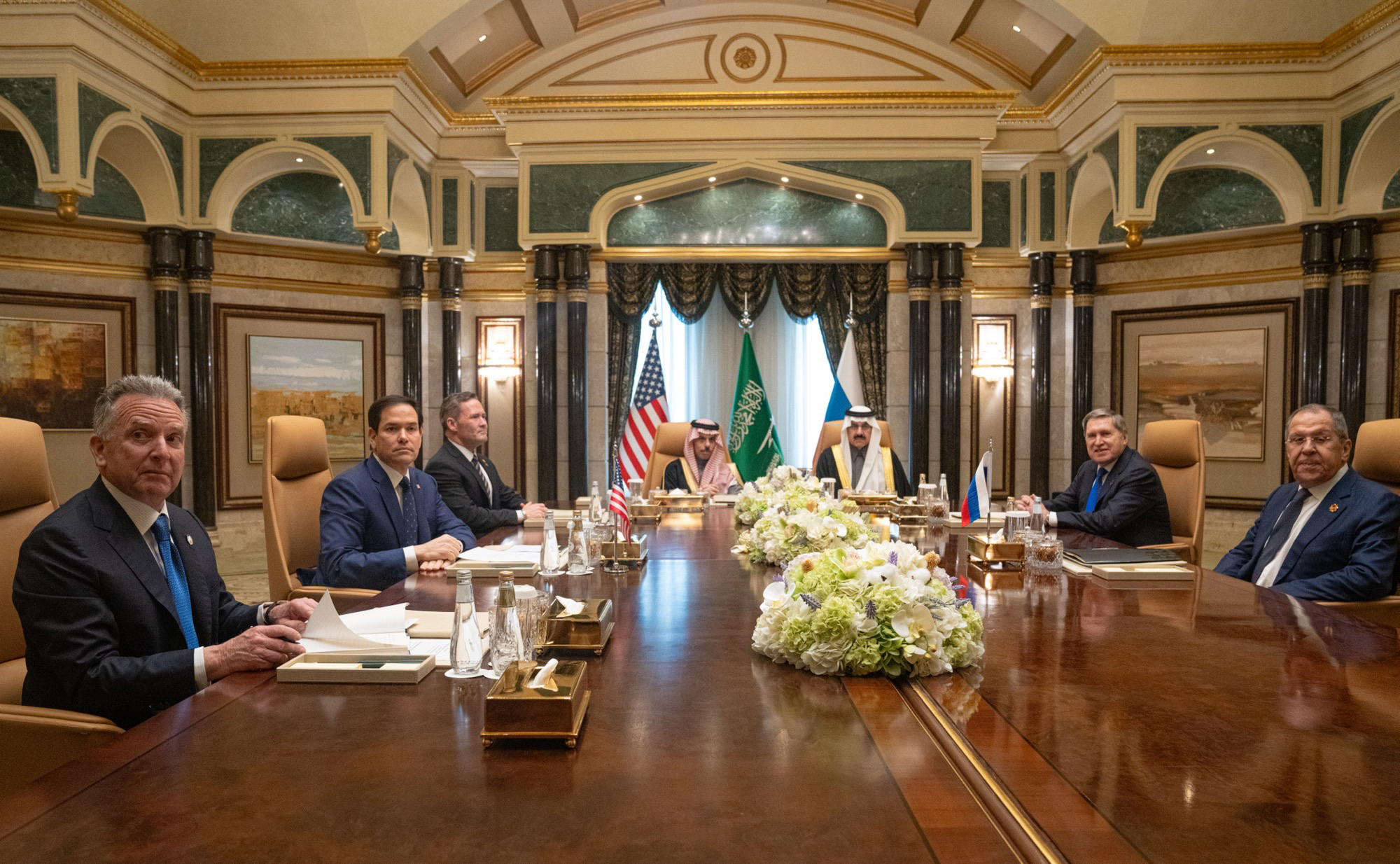
美國和俄羅斯代表於2025年2月在沙特阿拉伯進行會面

自美国总统特朗普第二个任期开始以来，美国对俄乌战争的立场发生了根本性的转变—認為俄國無需對其戰爭負責，并倾向于以符合俄方利益的方式迅速结束战争。2025年2月13日，美國總統特朗普表示他與普京進行了「長時間且富有成效」的電話交談，兩國領導人同意開始談判以結束烏克蘭戰爭，烏克蘭總統澤連斯基隨後表示，他已經與特朗普就「持久、可靠的和平」展開討論。惟特朗普政府的美國國防部長皮特·赫格塞斯認為讓烏克蘭恢復到2014年俄羅斯吞併克里米亞之前的邊界是「不現實的」目標，又指美國不支持將烏克蘭加入北約的願望作為現實和平計劃的一部分。

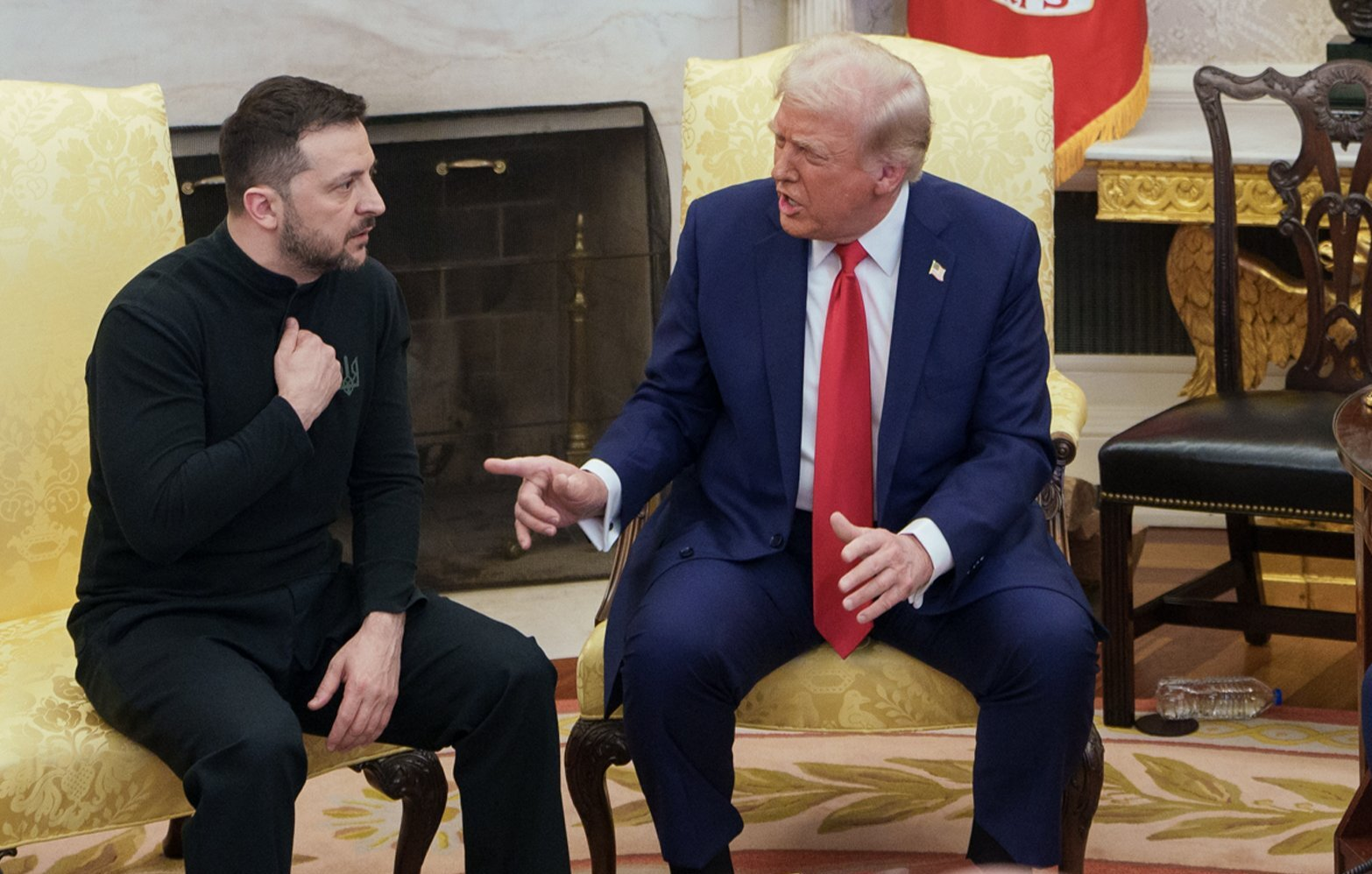
2025年特朗普—澤連斯基會談

2025年2月19日，美国和俄罗斯于沙特阿拉伯举行会谈，讨论俄乌停战等问题，雙方在會中達成4項共識，其中一項為美俄雙方任命「高層級」團隊，以持久、可延續且各方均可接受的方式，儘速結束烏克蘭衝突；但乌方以及歐洲各國未受邀参与这场会谈。泽连斯基表示，乌克兰不会承认没有乌方参与的与乌克兰有关的任何协议。欧洲多国领导人在法国总统埃马纽埃尔·马克龙的提议下提前在法国巴黎举行了紧急会议。之後，美烏兩國領導人發生罵戰，特朗普又指責澤連斯基「挑起戰爭並推遲選舉」、公開聲稱澤連斯基為「未经选举的獨裁者」，又說對方「最好盡快結束戰爭，否則無國可治」，澤連斯基則反駁特朗普「生活在虛假訊息的空間裏」。
2025年3月12日，美乌在沙特阿拉伯举行会谈后，美方提出俄乌双方暂时停火30天的建议，乌克兰接受美方有关俄乌临时停火30天的提议。3月14日，普京表示不支持立即在乌克兰停火，称现阶段停火将对乌克兰有利，在达成停火协议之前，还有许多问题需要解决。 3月18日，特朗普和普京进行了至少90分钟的通话，普京没有同意美国提出的立即停火30天的要求，但同意在永久停火谈判期间暂停对乌克兰能源基础设施的袭击，并交换175名战俘。俄罗斯表示，只有包括美国在内的乌克兰盟国停止向基辅提供武器和共享情报，俄罗斯才会同意全面停火。 3月25日，俄乌同意美国提出的停止轰炸彼此能源设施并在黑海停火的倡议，但俄方又表示只有在解除部分对俄罗斯的金融制裁的前提下才会同意黑海停火协议。 特朗普在25日下午接受采访时表示俄罗斯对停火协议提出了一系列条件。 之后又表示如果俄乌谈判没有实质进展，美国可能会退出。 在特朗普向乌克兰提出的和平计划中，包括承认克里米亚为俄罗斯领土。4月22日，泽连斯基重申了乌克兰对克里米亚的主权，特朗普则指责泽连斯基阻碍了和平进程。4月28日，普京单方面宣布将在5月8日至10日的二战胜利日80周年纪念活动期间实施为期三天的停火。
在之後，特朗普與歐洲各國重新對俄羅斯施壓，其在俄軍的一次導彈襲擊之後對俄國進行了譴責，《金融時報》認為其因在促成俄烏和平進程的舉步維艱而變得不耐煩。5月11日，烏克蘭、英國、法國、德國和波蘭聯手施壓俄羅斯，要求俄方接受30天無條件停火，否则将进一步加强对俄制裁；同日，普丁提議於15日與烏克蘭在土耳其伊斯坦堡舉行直接和平會談，並表示「將尋求持久和平與解決戰爭根源」，同時強調俄方無設前提條件，但未表明對於30日停火要求的態度。 对此，泽连斯基同意与普京在土耳其举行会谈，并邀请特朗普参加会谈。5月14日，俄方表明普京本人不会参加会议，只派出低级别代表团。谈判在5月16日开始，此次的谈判除达成交换战俘外没有取得进一步成果。6月2日，俄乌进行了第二次谈判，仅就对交换战俘和遗体达成一致。
2025年6月20日，普京在圣彼得堡国际经济论坛回应俄乌战争的相关问题时称，“我们有句谚语，俄罗斯士兵脚踏之处，就是我们的”，还称“我曾多次表示，我认为俄罗斯人民和乌克兰人民是一个民族。从这个意义上说，整个乌克兰都是我们的。”乌克兰外交部长表示：“普京讽刺性的言论表明他对美国的和平努力完全不屑一顾。”2025年7月3日，特朗普与普京进行了第六次通话，普京继续表示俄罗斯“不会放弃在乌克兰的目标”，特朗普在通话后向媒体表示，“我对此并不满意，我们没有取得任何进展。”之后特朗普表示将向乌克兰运送更多防御性装备，他称普京“说了很多废话”，“他总是表现得很友好，但结果毫无意义。”2025年7月15日，特朗普要求俄罗斯在50天内全面停火，否则将对其贸易伙伴施加100%次级关税。之后将期限缩短至10-12天。然而8月8日，特朗普并未如期执行对外宣称的对俄制裁。特朗普又宣布将于15日与普京在阿拉斯加举行会谈。15日，美俄会谈正式举行，此次会谈最终并未达成任何停火协议。

## 註解
1. ↑  2024年10月，烏克蘭及南韓情報部門指有北韓軍人出現在俄羅斯境內、並且準備進入烏克蘭作戰，有西方國家外交官聲稱北韓已向俄羅斯派遣了一萬名士兵[1][2][3]。美國、南韓媒體以及烏克蘭軍方來源指北韓軍隊於庫爾斯克州與烏軍交戰。[4][5][6]
2. ↑  基於俄白聯盟，允許俄軍駐紮其領土對烏克蘭發射導彈及發動攻勢[7][8][9]，其總統盧卡申科更曾聲言有需要可與俄國聯手入侵[10]；詳见俄罗斯入侵乌克兰中的白俄罗斯。
3. ↑  伊朗派遣的军事人员在被占领的克里米亚帮助俄罗斯使用伊朗提供的无人机。乌克兰在一次对俄罗斯阵地的袭击中至少打死10名伊朗军事顾问[11][12]。乌克兰国家安全和国防委员会秘书阿列克谢·达尼洛夫证实，伊朗军事顾问已在克里米亚被乌克兰军方打死。他也明确警告伊朗，任何在乌克兰的军事存在都将成为目标[13]。乌克兰外交部发表的官方声明中提及，为在乌克兰发动侵略战争和杀害乌克兰公民提供武器，使伊朗成为俄罗斯对乌克兰的侵略罪、战争罪和恐怖主义行为的共犯。该声明还要求欧盟对伊朗援助俄罗斯的行为实行新的制裁[14]。更详细的支援详情可参见伊朗和俄罗斯入侵乌克兰。
4. ↑  并非所有欧盟及北约成员国均参与了两个国际组织对乌克兰发起的致命性武器集体军事援助，亦可能以主权国家的形式单独与乌克兰对接援助事宜，如匈牙利等。
5. ↑  包括一些国家已证实的或以委托第三国进行转运的形式援助。
6. ↑  外界普遍使用“俄羅斯入侵烏克蘭”（烏克蘭語：Російське вторгнення в Україну）一詞語稱呼該事件，
又稱「俄羅斯對烏克蘭的侵略」（烏克蘭語：російська агресія проти України）

## 導航
- 模板:俄羅斯入侵烏克蘭
- 模板:俄羅斯與烏克蘭關係
- 模板:後冷戰時期的歐洲衝突
- 模板:進行中的武裝衝突
- 模板:弗拉基米爾·普京
- 模板:弗拉基米爾·澤連斯基